# 太空競賽
太空竞赛（英語：Space Race）发生于二十世纪（1955年－1975年），是美国和苏联这两个冷战对手为了争夺航天实力的最高地位而展开的竞赛。第二次世界大战结束后，两国的太空竞赛就以导弹为主的核軍備競賽拉开了帷幕，德国火箭技术及人员的俘获使其成为可能。技术优势享有至高无上的地位，是保障国家安全的必然需要，也是意识形态先进的基本象征。太空竞赛展开开拓性的努力，向月球、金星、火星发射人造衛星，无人驾驶空间探测器，以及向近地轨道和月球发射载人飞船。
这项竞赛开始于1955年8月2日，在这四天前，美国发表声明，计划在国际地球物理年发射人造卫星。苏联对此回应，声称在不久的将来苏联也将发射卫星。1957年10月4日，史普尼克1號的发射入轨使苏联赢得了竞赛的首次胜利，随后，1961年4月12日，尤里·加加林成为首次进入太空的人类成员，使苏联再次打败美国。1969年7月20日，伴随美国阿波罗11号完成人类第一次登月任务，太空竞赛达到顶峰。1972年4月，阿波罗-联盟测试计划达成合作协议，并在1975年7月，美国航天人员与苏联航天人员在地球轨道相遇，双方局面得到一定时期的缓和。
太空竞赛促进了地球通讯和气象卫星的发展，以及国际空间站持续性的载人航天发射。同时，太空竞赛也增加了在教育科研发展领域的支出，促进了衍生技术的发展。

## 背景

### 二战中的德国

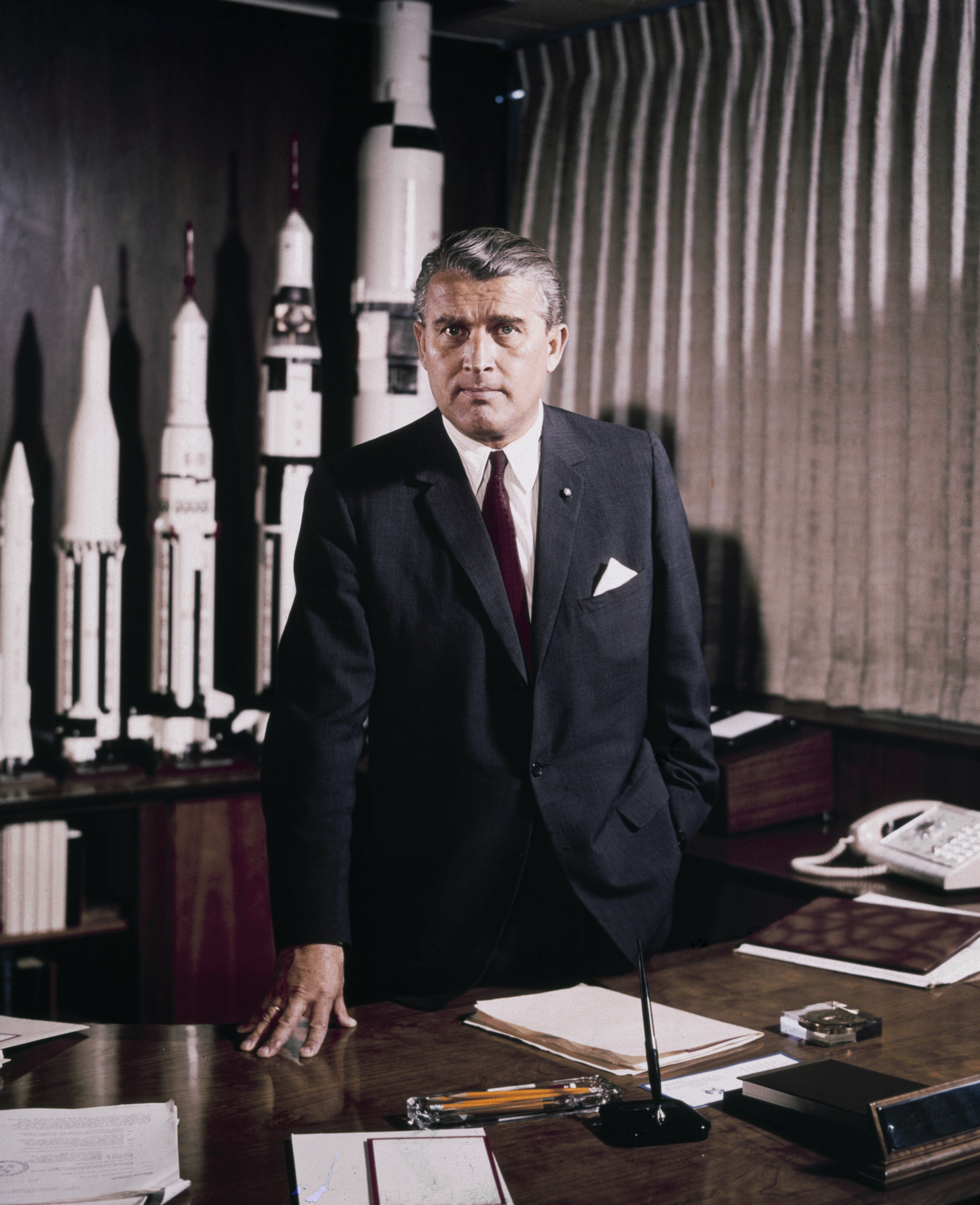
韦恩赫尔·冯·布劳恩（1912-1977），他是納粹德國时期火箭项目的技术总监，在20世纪50年代和60年代时，成为了美国的首席火箭工程师。

太空竞赛可追溯到德国，开始于20世纪30年代并持续到第二次世界大战中納粹德國研发并建立操作性弹道导弹。太空竞赛开始于20世纪30年代早期，结束于魏瑪共和國后期。在这一时期，德国航天工程师尝试液态燃料火箭，其目的是有朝一日可以到达更高的地方，飞行更远的距离。德国陆军弹导和弹药分支的领导，中校卡尔·埃米尔贝克尔聚集了一支秘密工程师小组，包括瓦尔特·多恩伯格和利奥·詹森，以此来想出用火箭当做远程火炮的方法，以此来应付凡尔赛条约关于研发远程大炮的禁令。韦恩赫尔·冯·布劳恩是名年轻的工程学奇才，被贝克尔和多恩贝格尔雇佣后，1932年加入他们在西部库默斯多夫的秘密军队计划。冯·布劳恩曾梦想用火箭来征服外太空，最初并未在导弹技术中看到军事价值。
在第二次世界大战中，多恩贝格尔上将是军队火箭项目的军事首领，詹森成为了佩内明德火箭中心的指挥官，冯·布莱恩是弹道导弹项目的技术总监，他们带领团队建造了组合件A-4火箭，在1942年和1943年进行试飞计划，成为进入外太空的首个运载工具。到1943年，德国开始大量生产A-4火箭作为“复仇兵器2”，更普遍被称为，V-2火箭。该弹道导弹射程可达320（200英里），携带1,130（2,490磅）重的彈頭，时速为4000千米。其超声波速度之快，意味着并无防御措施，雷达探测也并不能提供任何警告。德国应用该武器轰炸英格兰南部，并从1944年开始轰炸被盟军解放的部分西欧地区，直到1945年结束。战争结束后，V-2火箭成为早期美国和苏维埃火箭设计的基础。
战争结束后，美国，英国和苏联的科学情报团队竞相逮捕德国火箭工程师，包括德国火箭及火箭的设计图。同盟国的每个成员都获得了德国火箭团队的一部分份额，但是由于“回纹针行动”，美国成为最大的受益者。它雇佣了冯•布莱恩和他绝大部分的工程团队，后又协助美国开发导弹和太空探测项目。美国还获得了很多完整版V2火箭。

### 蘇聯與美國的火箭發展
德国火箭中心佩内明德坐落在德国东部地区，是苏联占有区，应斯大林的要求，苏联将它最好的火箭工程师派到该地区，“打捞”剩余的装备，决定是否对未来武器系统有帮助。苏联火箭工程师由谢尔盖·科罗廖夫带领。他曾参与太空俱乐部并在20世纪30年代参与苏联火箭设计，但是在斯大林大清洗时期被逮捕，在西伯利亚被关押了六年。战争结束后，他成为苏维埃社会主义共和国联盟的首席火箭和宇宙飞船工程师，本质上是冯·布劳恩在苏联的复制品。在冷战时期，他的身份是国家机密，对外只是宣称“首席设计师”。在西方，他的名字被官方透露还是到1966他逝世的时候。
大约一年之后，在佩内明德附近地区，苏联政府将俘获的绝大多数德国火箭专家转移到謝利格爾湖上的Gorodomlya岛，距离莫斯科西北部有240（150英里）。他们不被允许参加苏联导弹设计过程，而是充当咨询顾问的角色，以解决工程师遇到的问题。他们协助以下领域：苏联版本的A-4建造，从事A-4组织架构，研究提高A-4的主发动机，开发100吨重的发动机，协助布局工厂生产车间，用德国部件组装火箭的准备工作。在他们尤其是赫尔穆特小组的帮助下，科罗廖夫反向破解了A-4，1948年建造了自己版本的火箭R-1。后来他开发了自己的独特设计风格，尽管很多设计受1949年Groettrup小组设计的G4-R10 影响。终于到1951年到1953年，德国人被遣送回国。
美国专家罗伯特·戈达德从1914年开始致力于开发固态燃料火箭，并向美国通信兵团演示了光战场火箭，但是仅仅五天后，第一次世界大战停战协议就签署了。1921年他又开始开发液态火箭，尽管他并不为公众所熟知，也没有得到二战后美国政府的资助，作为国家火箭研发的一部分。冯·布劳恩受到戈达德的启发，以至于当他的美国程序员向他汇报工作时，迷惑地问他们：“为什么不直接问戈达德博士？”
冯·布劳恩和他的团队在1945年被遣送到美军白沙导弹靶场，该地坐落于新墨西哥州。他们着手组装俘获的V2系列火箭，开始进行发射项目并指导美国工程师进行操作。1949年这些试验使首个火箭带回了外太空的图片，并诞生了WAC Corporal-V2结合的首个两级火箭。1950年德国火箭团队从布利斯要塞转移到军队新的红石兵工厂，位于阿拉巴马州的亨茨维尔。在这里，冯·布劳恩和他的团队将开发军队首个可操作的中程弹道导弹—PGM-11紅石飛彈，之后的改良版本既可发射美国首个卫星，还可完成首个水星驾驶太空任务。它成为了木星和土星火箭家族的基础。

### 冷战导弹竞赛
第二次世界大战结束后不久，冷战在先前同盟国成员，苏联和美国之间展开，涉及持续不断的政治冲突，军事紧张，傀儡战争，经济竞赛，主要是在苏联及其卫星国（通常指東方集團）和西方世界，特别是美国之间展开。尽管首要的军事参与力量从不直接冲突，但是通过军事联盟，战略传统力量部署，对弱小国家的广泛援助，傀儡战争，间谍活动，宣传煽动，核军备竞赛以及经济技术竞争，例如太空竞赛等形式来表现。
简单来说冷战是共产主义和资本主义之间的斗争。从1949年9月开始，伴随美国丧失原子弹垄断地位，美国就面临着新的不确定因素。美国情报局发现苏联第一颗原子弹爆炸，结果可能会使未来美国面临核战争，城市可能首次遭到毁灭。考虑到新的危机，美国加入了和苏联的军备竞赛，包括开发氢弹和洲际战略轰炸机，可递送核武器的洲际弹道导弹。在20世纪50年代，美国充斥着对共产主义及其支持者的新恐慌，并发展成偏激的麦卡锡主义。随着共产主义在中国、朝鲜和东欧的发展，美国感到十分恐慌，致使大众和政治文化允许大范围的“行巫搜捕”来揭露共产主义间谍。美国对苏联原子弹和氢弹试验的应对措施包括维系一支庞大的空军，该空军受美国空军指挥部的控制。美国空军指挥部紧挨苏联领空（西欧和土耳其）雇佣洲际战略轰炸机和中程轰炸机，可传递核负载。
同时，苏联也害怕遭到侵袭。二战中，1941年苏联遭到纳粹德国入侵，至少2700万人受伤。苏联对先前有结盟关系的美国很是担忧，直到1949年末，美国一直都是原子武器的唯一持有国。在二战中，美国已经应用了这些可操作性的武器，并且可能再次用它来对抗苏联，将苏联的城市和军事中心夷为平地。由于美国的空军力量要比苏联的空军力量强大很多，并且在苏联领域附近持有先进的空军基地，1947年斯大林察觉到美国对苏联的威胁，下令研发洲际弹道导弹与其抗衡。

苏联R-7洲际弹道导弹及其衍生运载火箭斯普特尼克、东方、上升、联盟号

1953年科罗廖夫接到命令研发R-7弹道导弹火箭，该火箭源于德国设计并在此基础上进行发展，尽管其中一些部件（特别是助推器）依然类似于德国的G-4，但这款新火箭合并阶段设计，采用新的控制系统，应用新的燃料。1957年8月21日，该火箭试验成功，紧接着9月成为世界上首个完全操做洲际弹道导弹。后来该火箭用于向太空发射首个人造卫星，并且其衍生火箭能够发射所有苏联宇宙飞船。
美国火箭项目众多，根据海陆空三军的不同分支来划分项目，这意味着每支军队都开发自己的洲际弹道导弹项目。美国空军在1945年开始MX-774洲际弹道导弹。然而该火箭所获资金被取消，只有三个部分成功的火箭发射在1947年得以执行。1950年，在阿拉巴马州的亨茨维尔，德国航空工程师韦恩赫尔·冯·布劳恩在美国空军的监督下于卡纳维拉角地带开始了对PGM-11红石火箭的测试和研发。1951年，空军开始了被称为MX-1593的新的洲际弹道导弹项目，并在1955年该项目获得最优资金。MX-1593进展成Atlas-A，1957年6月11号的首次发射使其成为美国在洲际弹道导弹上的首次成功。它的更新版本Atlas-D火箭后来充当运营核洲际弹道导弹的作用，用来作为水星计划的轨道运载火箭和远程控制的双子座计划。
伴随着冷战作为美国和苏联意识形态竞争转变的引擎，在20世纪50年代晚期，美国一系列太空政策开始成形。科罗廖夫也从这次竞赛中汲取很多灵感，成功完成了许多先例，阻止美国取得胜利的可能性。

## 开始

### 首个人造卫星
1955年，随着美国和苏联都建造了可以用来发射物体到太空的弹道导弹，太空竞赛拉开了帷幕。仅仅相隔四天，两国各自发表公报称到1957年或1958年将发射人造地球卫星。在1955年7月29日，艾森豪威尔总统的新闻发言人詹姆斯·哈格蒂宣布在1957年7月1日和1958年12月31日之间，美国计划发射“环绕地球的小卫星”，以此作为对国际地球观测年的贡献。四天后，在哥本哈根召开的国际航空联合会第六次大会中，科学家李奥尼德·赛德伍在苏联大使馆向国际记者发言，他称苏联不久後將计划发射卫星。1955年8月30日，科罗廖夫成功在苏联科学院创立了一个委员会，目的是在进入地球轨道进程中打败美国，实际上这是太空竞赛开始的日期。至此苏联部长会议开始执行一项政策，即有关苏联太空计划的进展信息作为国家机密不对外公开。
起初，艾森豪威尔曾担心卫星飞行经过一个国家超过100（62英里）高时，可能会被认为是侵犯国家领空。他担忧苏联会指控美国非法飞越领空，因此自己花钱为苏联制造政治性胜利。艾森豪威尔和他的顾问认为一个国家的领空主权不应扩展到外太空，并且在1957年至1958年国际地球物理年的开展中，使这一原则在国际法中得以确立。艾森豪威尔还担心他可能会引起国际事件，如果把军事导弹作为发射器的话，可能被人称为“战争贩子”。因此，他选定美国海军研究实验室的先鋒運載火箭，该火箭尚未试验，只是在实验研究中的做助推器。这就意味着冯·布劳恩的团队不被允许应用火箭使卫星进入轨道，原因在于该卫星充当未来军事工具的作用。1956年9月20日，冯·布劳恩和他的团队的确发射了可使卫星进入轨道的的火箭，但该发射仅限用于前椎体再入技术的亚轨道。
科罗廖夫听说了冯·布劳恩1956年Jupiter-C试验，但是认为它只是失败了的卫星任务。他加快进展，使自己卫星进入轨道的计划。由于他的R-7实质上比任何美国的助推器都更有威力，通过设计Object D来作为他的首个卫星，他确保可以充分利用这一性能。它被称为‘D’，以此来将它和其他的R-7核武器有效负载指称‘’，‘’，‘’和‘’区分开来。Object D让上文提到的美国制造的卫星相形见绌。它有1,400（3,100磅）重，其中300（660磅）是由科学仪器组成的，可以收集地球图片，在辐射水平上读数，核实地球磁场。然而卫星的设计和制造并没有完美匹配，因此在1957年2月，科罗廖夫寻求并得到部长委员会的允许，来制造人造卫星（PS-1），或者是简单的卫星。该委员会还颁布命令，要延期到1958年4月。新型人造卫星是个闪闪发光的球体，重量要轻很多，有83.8（185磅）重，直径为58-（23-英寸）。该卫星并没有像那样复杂的仪器，但是它有两个广播信号传送器，可操作不同的短波电台频率，具有察觉流星体是否进入压力壳的能力，同时还可探测地球热层的密度。
8月份和9月份R-7火箭首次成功发射，这使科罗廖夫很受鼓舞，为其发射人造卫星奠定了基础。有消息称美国计划于1957年10月6日在华盛顿国家科学院召开的国际地球物理年会议上用名为“地球上方的卫星”的文件宣布他的重大突破。科罗廖夫预计冯·布劳恩可能在10月4日或5日连同这份文件一起发射带有卫星有效负载的Jupiter-C。科罗廖夫加速了发射进程，将其提到10月4日。PS-1的运载火箭是改良版的R-7。9月份，它降临在苏联导弹基地土拉旦，为一号发射场的任务做准备。1957年10月4日，莫斯科时间下午10:28:34整，R-7（如今命名为史普尼克1號卫星）从发射台起飞，几分钟后使人造月球进入轨道。这个“同路人”就像英语翻译的一样，是个嘟嘟响的小球，直径不到两英尺，重量不到200磅。发射控制中心的庆典寂静无声，直到叶利佐沃半岛的远东跟踪站从史普尼克1號卫星的电台信号传递器上首次收到很有特点的「嘟嘟……嘟嘟……」的声音，表明它正在完成首次轨道的进程之中。发射95分钟之后，卫星飞过发射场，工程师和土拉坦的军事人员收录了它的电台信号，直到这时科罗廖夫和他的团队才庆祝首次人造卫星成功进入地球轨道。.

### 美国反应
苏联的成功在美国掀起了轩然大波，艾森豪威尔命令民用火箭和卫星项目先锋盾提升进程，发射卫星的时间要比预计的早很多。1957年12月6日，先鋒測試飛行器三號在佛罗里达的卡纳维拉尔角空军基地发射后没几秒就发生爆炸，並在美国电视观众面前现场直播，是一次重大的失败，同时也成了一个国际笑话。该卫星以 “失败卫星”、“死呆卫星”、“出毛病卫星”等戏谑的名字出现在报纸上。在联合国，蘇聯代表团向美国代表提供援助，并声称该援助是苏联对落后国家技术援助的项目。紧随这次公开大失败而来的是冯·布劳恩的红石团队得到允许以最快的速度发射了他们的Jupiter-C火箭。在英国，作为美国西方冷战的同盟，它的反映很复杂。一些民众为苏联首先到达太空表示祝贺，然而另一些人则担心军事宇宙飞船的利用可能带来毁灭性灾难。

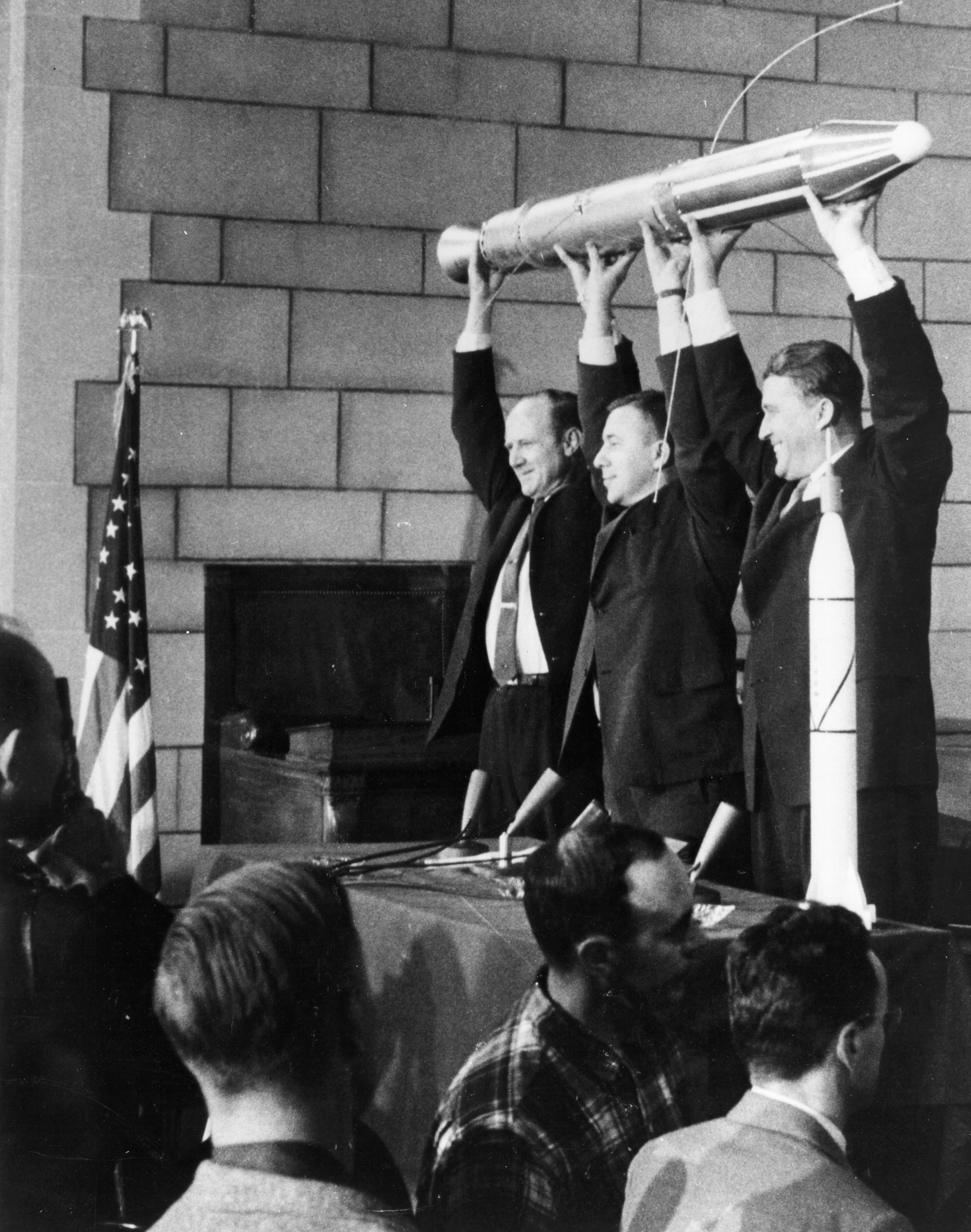
在确定卫星进入轨道后，威廉·海达德·皮克林，詹姆斯·范·艾伦和韦恩赫尔·冯·布劳恩在华盛顿新闻发布会上展示了探索者一号的实寸模型。

1958年1月31日，在“史普尼克1號”发射近四个月后，冯布劳恩以及美国用四阶朱诺1号火箭在卡纳维拉尔角成功发射了首个卫星，该火箭来源于美国陆军红石导弹。探索者一号卫星总重30.8磅（14.0）。它携带者微型小陨石大小的计量器和盖革米勒管。它在为194乘1,368-海里（360乘2,534-）围绕地球的辐射带中进进出出，因此可以饱和管子的容量，证明了艾奥瓦大学太空科学家詹姆斯·范·艾倫博士所作的推理。该带，被命名为范艾伦辐射带，是个甜甜圈形状的区域，在磁赤道上的地球周围辐射密度相当高。范爱伦还设计并建造了探索者1号的卫星仪器。该卫星实际上测量了三种现象：宇宙射线、辐射水平、宇宙飞船的温度以及小陨石的碰撞频率。该卫星没有对数据记忆的存储，因此它并不能连续传递。两个月之后，也就是1958年3月，带有增音宇宙射线仪器的第二个卫星被发射进入轨道。
1958年4月2日，艾森豪威尔总统在回应苏联首次向太空发射卫星的领先地位时，向美国国会建议到应该建立一个民间组织，领导非军事的太空活动。美国国会由参议院多数党党领袖林登·约翰逊领导，他宣布通过《美国国家航空暨太空法案》。1958年7月29号，艾森豪威尔总统签署该法案时期具有法律效力。该项法律使美国国家航空咨询委员会变成了美国国家航空航天局。它还生成了民用军事联络委员会，由总统主持，为协调国家民用和军事太空项目负责。1959年10月21号，艾森豪威尔同意将军队剩余下的太空相关活动转移给国家航空与宇宙航行局。1960年7月1号，红石兵工厂成为了美国航空与宇宙飞行局的馬歇爾太空飛行中心，冯·布劳恩成为其首任主任。農神運載火箭系列的发展进入成熟阶段是将会使美国在运载能力上和苏联持平，因此后来被移交给国家航空与宇宙飞行管理。

## 人类进入太空

### 苏联

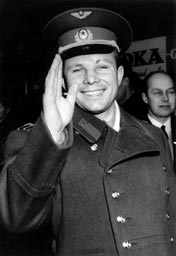
尤里·加加林，第一个进入太空的人，1961年。

1959年，美国观察者认为苏联将会是第一个将人类送上太空的国家，因为准备首次向水星发射需要时间。1961年4月12号，苏联用“东方一号”太空船将尤里·加加林送入地球附近的单个轨道，再次使世界为之震惊。他们授予加加林宇航员的称号，从俄语和希腊语翻译过来是“太空水手的意思”。当打开船舱里写有可输入电脑的密码信封时，尽管他有能力手动控制宇宙飞船，但是还是以自动模式飞了起来。医学科学在当时并不知道在失重的太空中，人将会怎样。东方一号绕地球轨道飞行108分钟后再次进入苏联，加加林从7,000（23,000英尺）的宇宙飞船上弹出，坐降落伞着陆。国际航空联合会授予加加林人类第一次太空飞行的荣誉，尽管当时对航空记录的资格规则是要求宇航员与太空飞船一起出发，一起着陆。正因如此，苏联在国际航空联合会的提交文件中遗漏了加加林并没有和太空舱一起着陆的事实。1961年8月，国际航空联合会申请戈尔曼·季托夫的第二次东方号飞行时揭露弹射着陆技术，国际航空联合会委员会决定展开调查，并得出结论：人类太空飞行的科技成果是建立在安全发射，安全运行和安全返回的基础上，而不是着陆的方式，并相应的对其规定作出了修改，原封不动的保留了加加林和蒂托夫的记录。
加加林成为了苏联和东欧集团的国家英雄，是享誉世界的名人。莫斯科及苏联其他城市举行了很多游行庆典，其规模之大仅次于1945年庆祝第二次世界大战的胜利游行。4月12日被宣布为“载人空间飞行国际日”，如今在俄国是政府“纪念日”之一。2011年，美国宣布这天为人类太空飞行国际日。
在火箭发射的时刻，发射室和加加林的无线电通信有以下对话：
科罗廖夫：“初步阶段，中间阶段，主要……发射！祝你飞行愉快，一切安好。”

加加林：“让我们出发吧！”
加加林并不正式的“出发”成为了东欧集团的历史性短语，用来指人类太空飞行纪元的开端。

### 美国

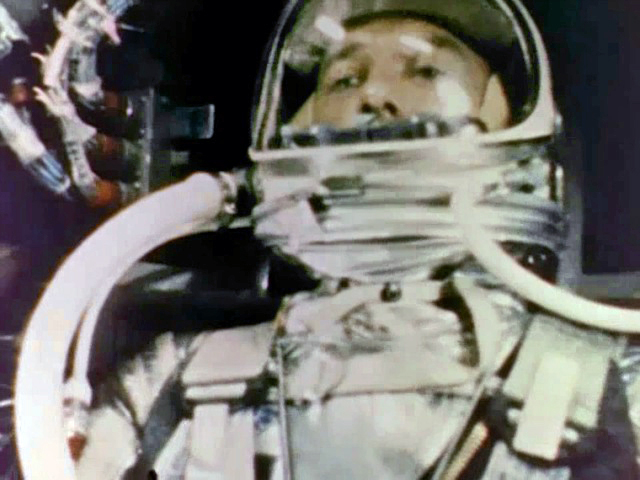
1961年艾伦·谢泼德成为首个登上太空的美国人

美国空军早就开始研发命名为“人类最早进入太空”的首次人类太空飞行项目。此项目研究了几种不同类型的太空舱，固定在弹道返回舱上，在衍生的阿特拉斯火箭上发射，选出了九名候选飞行员，作为一个团队。在美国国家航空与宇宙航行局创立之后，1958年11月26号该项目被转移给民用机构，重命名为水星计划。美国国家航空与宇宙航行局从海军，空军和海军陆战队试飞员中挑选了新的候选宇航员（在希腊语中是“星际水手”的意思），并将项目小组成员缩减为7人。设计太空舱及训练宇航员立即开始，为阿特拉斯轨道飞行之后的红石運載火箭首次亚轨道飞行做努力工作。每次飞行系列活动首次都要无人驾驶，然后是灵长类动物，最后是人。
三个星期后，也就是1961年5月5号，艾伦·谢泼德成为首个进入太空的美国人，在水星-红石3号上，发射进入弹导轨迹，他命名为自由者7号宇宙飞船。尽管他并没有获得像加加林一样的荣誉，但他是第一个手动操控宇宙飞船飞行姿态及制动火箭点火並降落在其宇宙飞船中的人, 并因此在技術上使自由 7 號成為當時国际航空联合会定義的第一次完整的載人太空飛行。成功返回之后，谢泼德被称为国家英雄进行庆祝，在华盛顿、纽约和洛杉矶举行游行庆祝，并被约翰·肯尼迪授予美国宇航局杰出服务奖章。

## 奔月竞赛
……然而，正如1957年发射的那颗宇宙飞船一样，近期苏联在太空中取得的一系列成就清楚地向告诉我们，太空竞赛会影响到每一个在民主和专制之间做选择的人的思维，如果我们想在民主和专制的战争中获胜，现在就是我们全力以赴的时刻了，时代在召唤新的美国人民的冒险精神，时代需要美国在太空竞赛中取得领先地位，这关系到人类未来的方方面面。
……我们意识到苏联凭借火箭引擎的优势在这场竞争中拔得头筹，而且这个优势可能会让他们在未来的几个月里处于领先地位，同时我们还意识到他们在此基础上取得更多惊人的成就，但是人类需要我们付出新的努力。
加加林登上太空前，美国总统约翰·肯尼迪对美国载人太空项目的支持程度不温不火。麻省理工学院的杰罗姆·威斯纳，是艾森豪威尔和肯尼迪总统的科学顾问，他本人也反对载人太空探索。他说：“如果肯尼迪可以在不牺牲国家的前提下可以放弃一次重大太空项目，他早就这么做了。”1961年3月，1970年前，美国国家航空与宇宙飞行局行政官詹姆斯韦伯递交登月资金的预算申请，肯尼迪表示拒绝，仅仅是因为花费太高。一些人对肯尼迪能够最终支持国家航空与宇宙飞行局以及太空计划表示惊讶，因为在选举时他曾很多次攻击艾森豪威尔政府，称其无能。
加加林的飞行改变了这个局面；此时肯尼迪总统感到了耻辱，害怕美国一部分公众倒向苏联。1961年4月20日，他给副总统林登·约翰逊发了一封备忘录，让他去调查美国太空项目的情况，看看美国国家航空航天局有什么能够追赶上苏联太空项目。当时所做出的两个重大选择一个是建立地球轨道空间站，一个是登月计划。基于自己对美国和苏联火箭运载能力的评估，约翰逊回答了肯尼迪的问题，约翰逊又反过来向冯布劳恩咨询。基于冯布劳恩的回答，约翰逊向肯尼迪反映情况说明要想领先还要做出很多努力，并建议到未来的载人登月远远足够保证美国的领先地位。
肯尼迪最终决定继续进行后来被称为阿波罗计划的项目，他于5月25日发表演说请求国会支持，就国家安全的重要性以及国家在其他科学和社会领域的活力论证计划的合理性。1962年9月12日，在靠近新的载人宇宙飞船中心设施的施工场地，德克萨斯州休斯顿的萊斯大學体育馆中，肯尼迪在很多民众面前为这项计划发表了题为“我们选择登月”的演讲，获得了大众的支持。
苏共中央第一书记赫鲁晓夫沉默地回应了肯尼迪隐射的挑衅，拒绝公开确认或否定苏联正在进行“月球竞赛”。然而，就像后来被揭露的那样，苏联在九年多的时间里秘密地进行着这个项目。

## 东方号和水星计划

### 水星

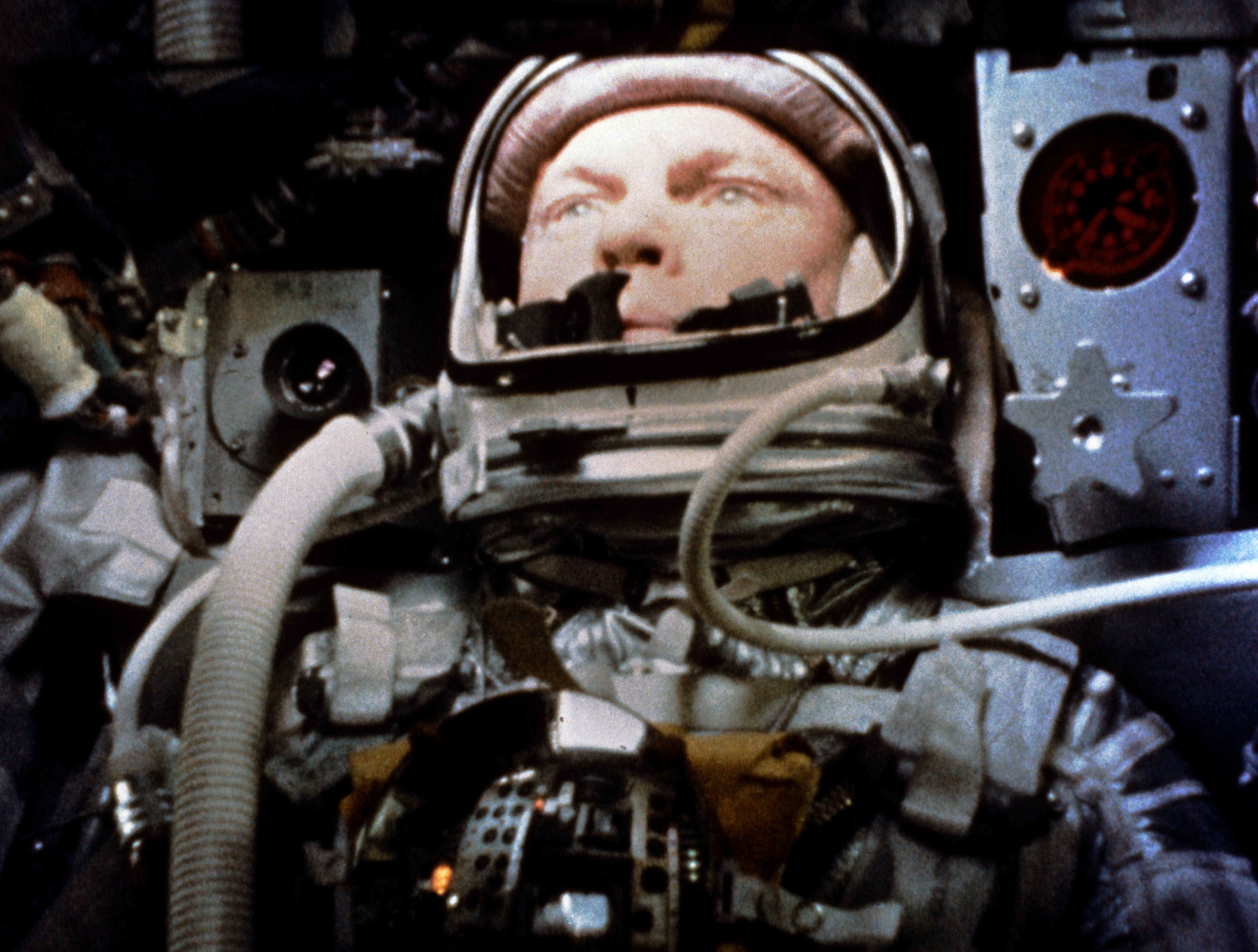
1962年约翰·格伦成为在轨道中的首个美国人

1961年7月21日，美国人维吉尔·格里森“格斯重复了谢泼德在自由者7号中的亚轨道飞行。在苏联让人类进入轨道的几乎一年之后，1962年2月20日，宇航员约翰·格伦成为进入地球轨道的第一个美国人。他的水星-宇宙神6号任务在友谊7宇宙飞船里完成了三个轨道，在在遥测数据错误显示成宽松的隔热罩后而导致紧张的再入后，在大西洋安全降落。作为进入轨道的首个美国人，格伦成为了国家英雄，并在纽约为其举行了盛大的游行，这让人想起为查尔斯·林德伯格举行的游行。1962年2月23日，在卡纳维拉尔角空军基地举行的游行中，肯尼迪一直陪伴其左右，并授予格伦国家航空宇宙飞行局服务奖章。
在格伦之后，美国又启动了超过三次的水星飞行：1962年5月24日水星-宇宙神7号再次创造了格伦的三次轨道；1962年10月3日，水星-宇宙神8号完成了6次轨道；1963年5月15日水星-宇宙神9号完成了22次轨道运行（32.4小时）达到了该宇宙飞船的极限。美国国家航空与宇宙飞行局起初计划再多发射一个导弹，使宇宙飞船的承受力扩大到3天，但由于这并不能打破苏联的记录，决定转向集中开发双子座项目。

### 东方号

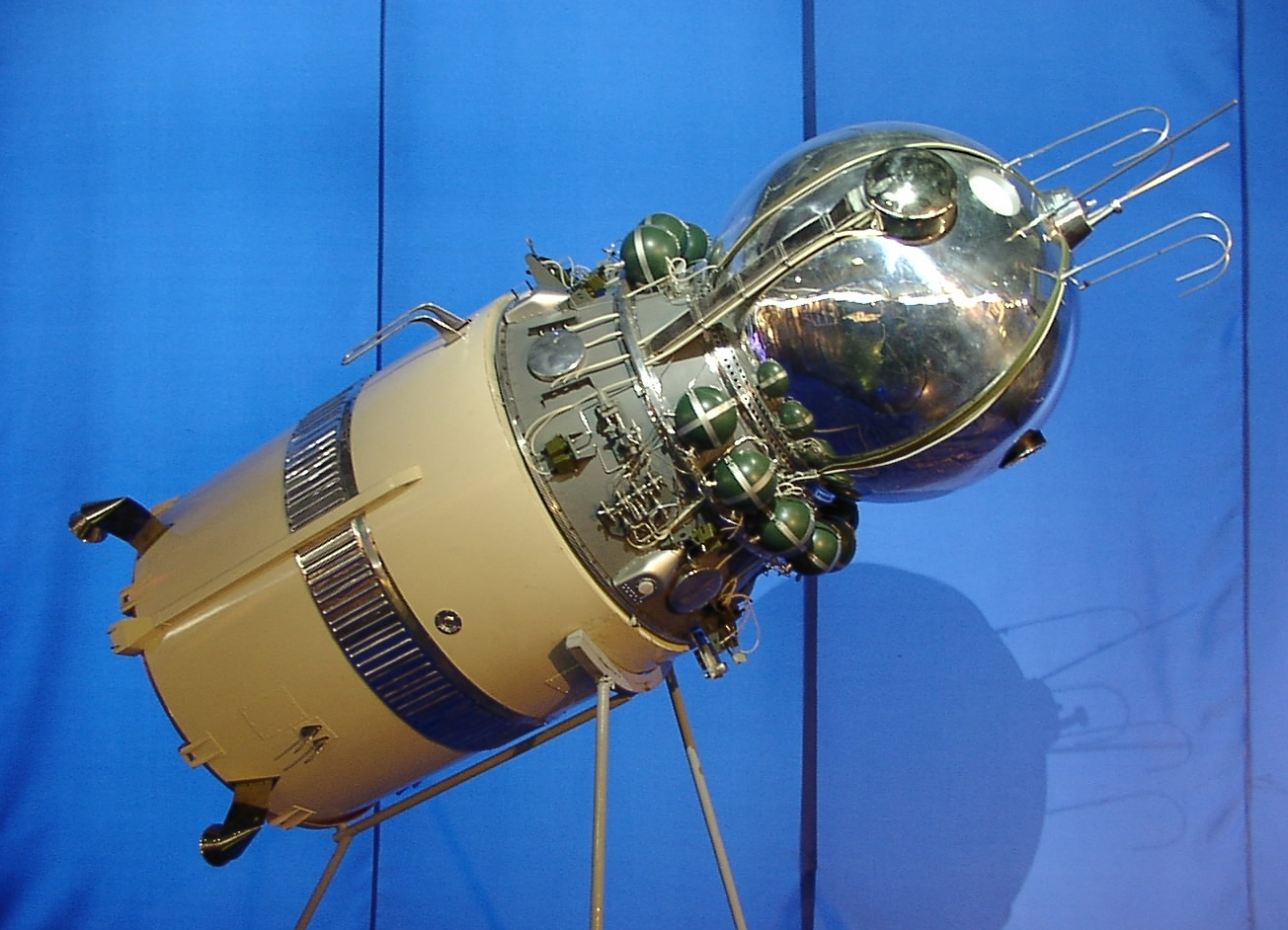
东方号太空舱模型附于他发射器的第三阶段

1961年8月6日，戈尔曼·季托夫成为了首个能够人工控制东方2号的苏联宇航员。苏联演示了24小时发射台转向以及在基本相同的轨道发射两架宇宙飞船的能力，东方3号和东方4号。两架飞船相距近似于6.5（4.0英里），对于无线电通信来说是足够近的距离。东方4号还创造了在太空将近四天的记录。尽管两架飞船的轨道尽最大可能的相似，但是轻微的差异仍然存在，起初两架飞船相距6.5公里，十分接近，然后又相距2,850公里远。此时并没有允许太空會合的登月舱机动火箭，这就要求两架飞船之间保持可控距离。

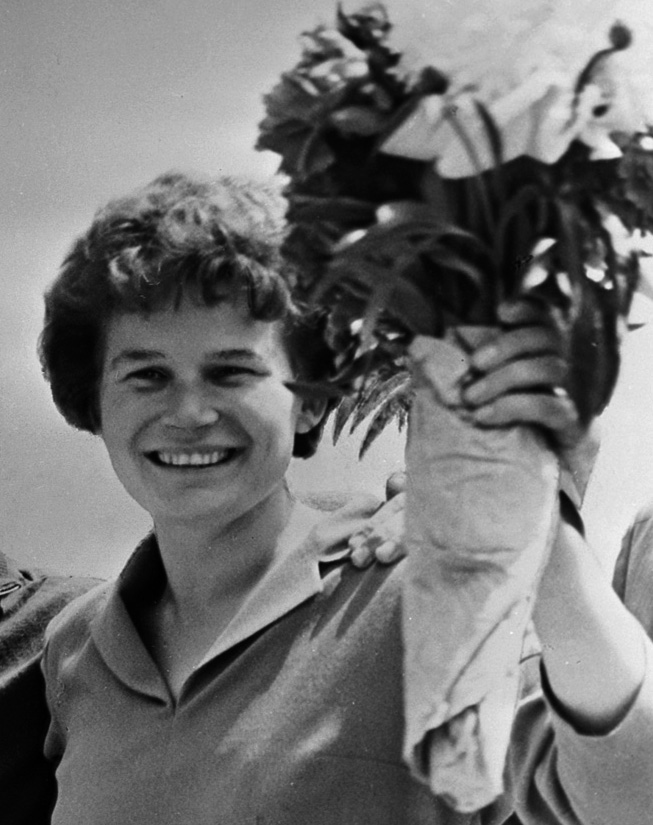
瓦莲京娜·捷列什科娃

苏联通过东方5号和东方6号再次创造了双发射的伟绩。这次他们将用东方6号将第一个女性（也是第一个平民百姓）瓦莲京娜·捷列什科娃发射进入太空。据报道，将女性送入太空的想法是科罗廖夫提出的，完成这项任务的目的仅是宣传作用。捷列什科娃是一个小兵团里的女性宇航员之一，她是跳伞爱好者，但她是唯一一个具备飞行条件的人。直到1980年苏联才将宇航员兵团对女性开放，在美国对女性开放之后两年。
苏联一直对东方号太空舱的细节和真面目进行保密，直到1965年4月的墨西哥经济展览会，才首次卸下遮挡球形太空舱的气动头锥。1961年7月，“东方号宇宙飞船”首次在图西诺航空展亮相，被安装在运载火箭的第三阶，没有在本有位置带前椎体。尾部同样加了8根散热翅片，其目的很明显是为了迷惑西方观看者。这个伪造的尾段还出现在官方纪念邮票和纪录片上。

## 美苏合作未果
1963年9月20日，在联合国大会之前的一次演讲中，肯尼迪总统提议美国和苏联联合起来，共同努力登上月球。當時苏共中央第一书记兼部长会议主席赫鲁晓夫拒绝了肯尼迪的提议。
1997年10月2日，报道称赫鲁晓夫的儿子谢尔盖声称當時赫鲁晓夫在拒絕提議的幾週後曾轉念答应肯尼迪的提议，因為考虑到双方都能从合作项目中得到的成本效益和技术收益，使赫鲁晓夫决定接受肯尼迪的提议，前提是在双方作为世界两个超级大国的领导人期间要和谐共处；但一周之後，即1963年11月22日發生肯尼迪遇刺，使赫鲁晓夫改变想法放弃了这个主意，因为赫鲁晓夫并不像信任肯尼迪那样信任他的接班人林登·约翰逊。
作为总统，林登·詹森坚定不移的从事双子和阿波罗项目，促使它们成为肯尼迪对美国公众的奉献。在肯尼迪逝世一个星期后，他发布行政命令，将卡纳维拉尔角和阿波罗发射设施以肯尼迪的名字重新命名。

## 双子和上升号
在登月计划的承诺下，1962年1月，美国宣布启动双子座计划。通过提高空间交会关键的太空对接技术，足够长的飞行时间可以模拟登上月球并返回，并且舱外活动可以完成宇宙飞船外的有用的工作。
同时，科罗廖夫对东方号宇宙飞船计划了更长远的任务，1963年末，在OKB-1设施场地，有四个东方号处于不同的制造阶段。在那时美国宣布了他们野心勃勃的双子飞行日程计划，这些计划包括在宇宙飞船性能上的重大进展，包括双人飞船，改变轨道的能力，执行舱外活动的能力，和另一个飞船对接的目标，与先前的水星或东方号船舱相比，这些都是重大的进展。科罗廖夫认为有必要用这些发明来击败美国。科罗廖夫已经开始设计东方号的替代品-新一代的联盟号宇宙飞船。然而，至少三年后联盟号才能得以使用，不能够用来对抗美国在1964年或者1965年的挑战。在1964年早期的政治压力中，一些发起者的要求来自于赫鲁晓夫，另一些来自于共产党官员，施加压力让科罗廖夫改造剩余的四个沃斯托克号，在新太空的飞行员规模上以及飞行时间上打败美国。

### 上升计划

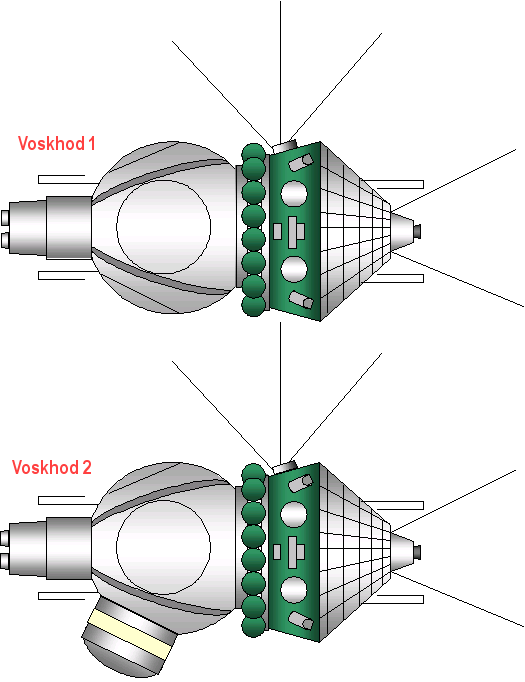
上升1号和2号太空舱

双子号用比计划多出一年的时间完成了首次航行，使苏联在1964年10月12日首先完成了上升1号的发射，它是首个载有三名宇航员的宇宙飞船。这次任务为苏联招徕另一技术进步：这是首次宇航员可以在穿衬衣的环境下执行任务的太空飞行。然而，飞行不穿太空服，这项新技术的实现并不是因为苏联宇宙飞船环境系统的安全提升，而是飞船有限的驾驶内部空间不允许穿太空服。飞行不穿太空服使宇航员置于极大地冒险中，致命的船舱减压事故可能发生。直到1968年美国阿波罗号指挥舱的飞行，苏联的这项伟绩才停止为人们所诉说。美国阿波罗号指挥舱的使命是从开始到安全将三名宇航员只穿着衬衣送上太空。
在10月14日至16日期间，上升1号着陆的第二天，勃列日涅夫和由高级共产党官员组成的干部小群罢黜了赫鲁晓夫苏联党政领导人的职位，这天被称为“星期天阴谋”。新的政治领导人同科罗廖夫一起，结束了上升计划的技术难题，取消了正处于计划阶段的上升3号和4号，开始集中精力投入奔月竞赛。上升2号的完成是1966年1月14日科罗廖夫去世之前的最后成果，苏联在太空中取得的很多第一，证明了20世纪60年代早期苏联在宇宙飞船技术上的独尊地位，上升2号是苏联在太空中的最后一个第一。据历史学家阿西夫西迪奇所说，科罗廖夫的丰功伟绩上写到：“科罗廖夫的成就代表了苏联太空事业的最顶峰，前无古人，后无来者。”苏联太空驾驶飞行搁置了两年，虽然上升号的替代者—联盟号宇宙飞船已经被设计和开发出来。
1965年3月18号，在美国首次双子计划太空飞行一个星期之前，苏联加快了竞争的步伐，发射了双人上升2号导弹，两名飞行员是帕维尔·贝尔西耶夫和阿列克谢·列昂诺夫。上升2号的设计修改方案包括一个充气气闸的添加，可进行舱外活动，也被称为太空漫步，同时可保持舱内密封加压，以使太空舱电子设备不会过热。列昂诺夫执行了第一次外仓活动，作为任务的一部分。列昂诺夫的太空服在真空太空中展开时，对他再次进入气闸产生阻碍，险些使他丧命。为克服这一困难，他不得不局部减轻太空服的压力到可能带来危险的水平。列昂诺夫最终成功进入了太空舱，但是当飞船的大气控制器使得太空舱内充满45%的纯氧时，两名宇航员面临进一步的挑战，在重新进入地球之前，他们需将氧气浓度降到合适的水平。而且他们还面临另外另个挑战：一是减速火箭发射不及时，导致上升2号着陆在远离目标区域386（240英里）的地点—彼尔姆镇；二是飞船仪表仓的未能脱离下降仪器使得宇宙飞船在重新进入地球的时候处于不稳定的状态。

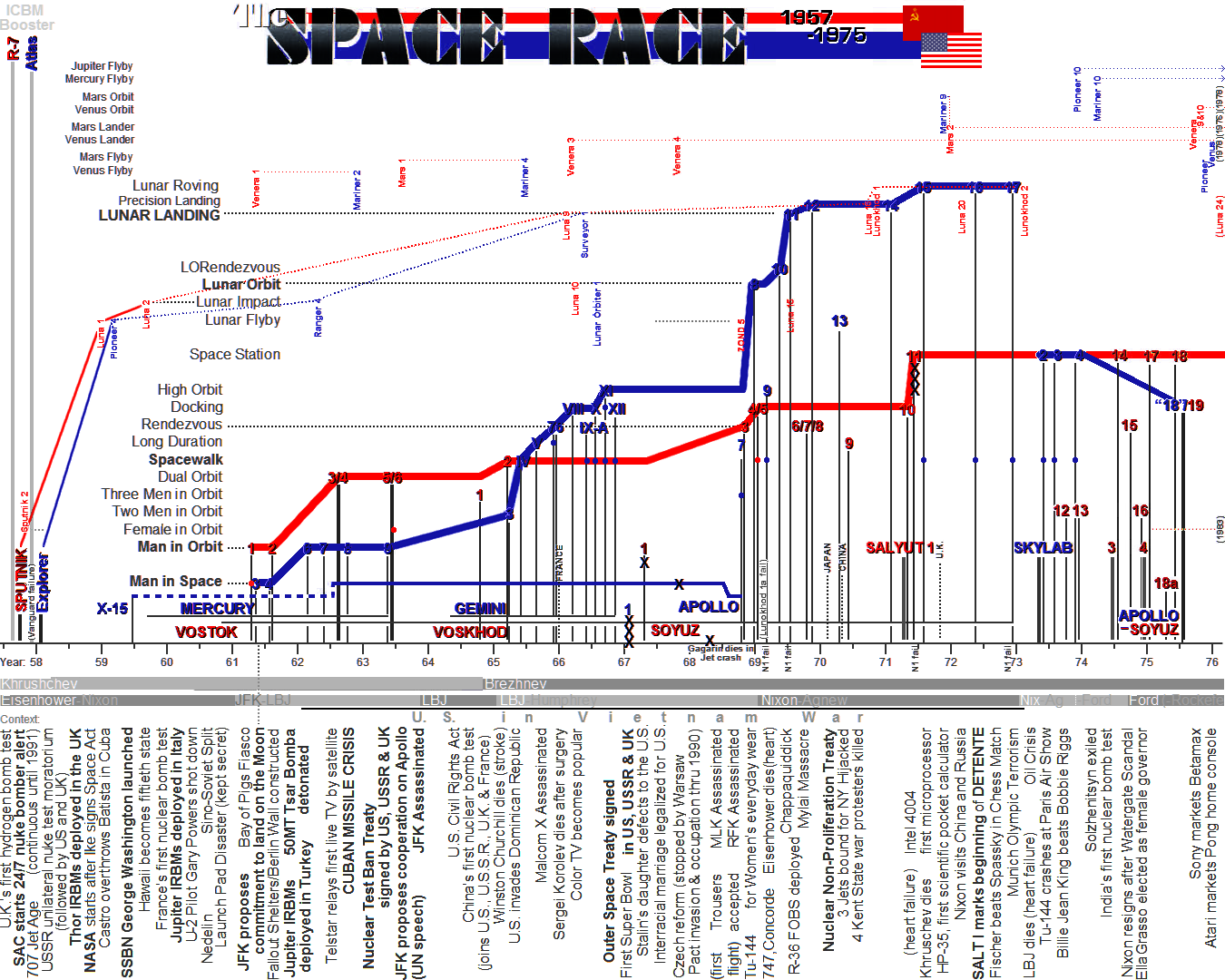
太空竞赛的进展1965年美国超过苏联

### 双子座计划

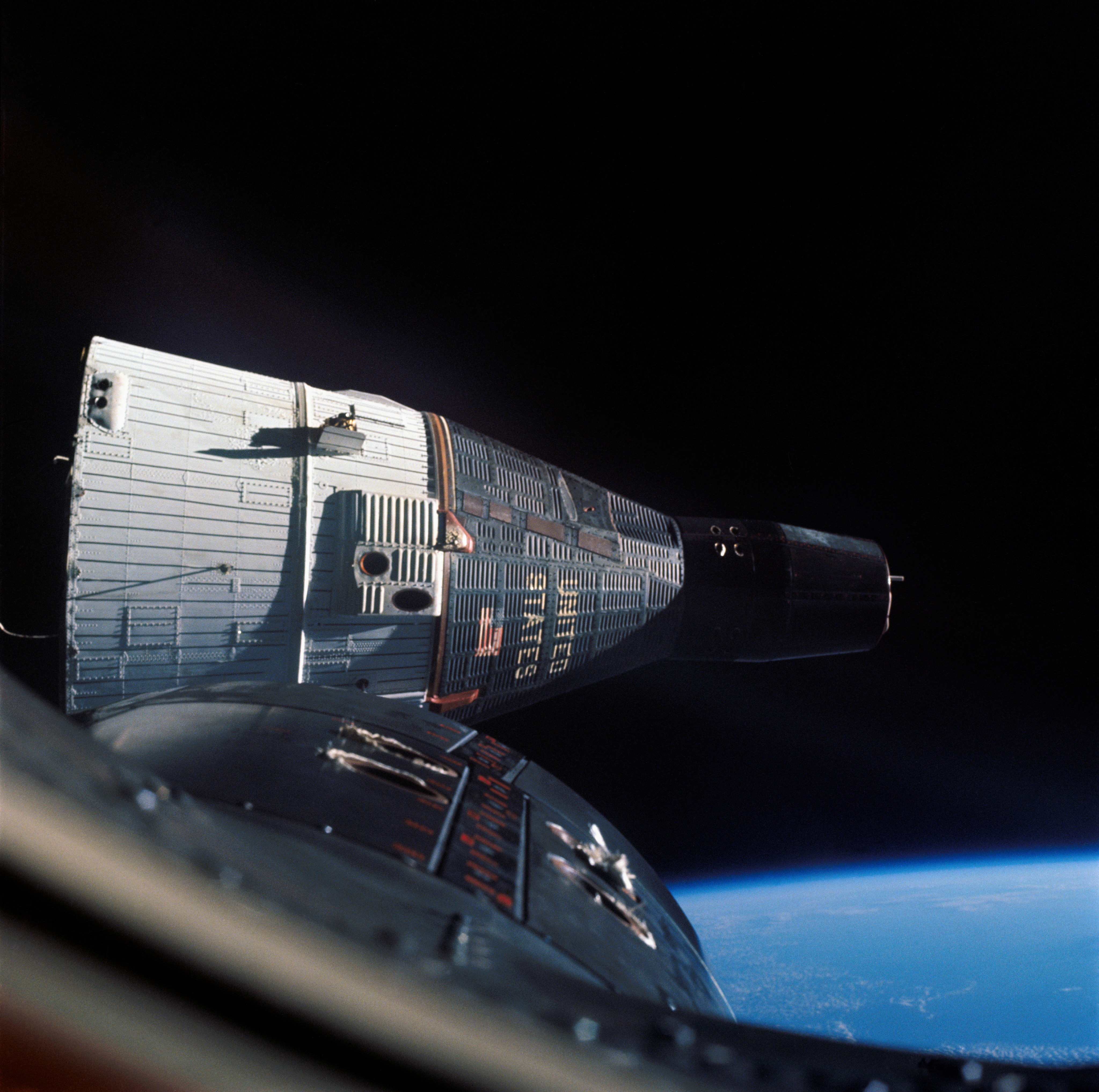
1965年12月双子6号和7号在太空相遇

尽管延误了一年才完成第一次飞行，双子能够超越在上升号后间断两年的苏联，这使美国赶上并且超过了先前在太空飞行中占据霸主地位的苏联。双子座计划在其十个飞行任务中完成了一些意义重大的第一：
- 在双子座3号中（1965年3月），维吉尔·格里森和约翰·杨成为首次能改变飞船轨道的宇航员。
- 在双子座5号中（1965年8月），宇航员戈尔登·库勃和皮特·康拉德创造了在太空中飞行8天的记录，对于月球驾驶任务来说时间足够长。
- 在双子座6A号中（1965年12月），机长瓦尔特·施艾拉完成了与双子座7号的首次太空对接，精确地使其轨道与另一架飞船相吻合，使三个连续轨道相距仅为1英尺（0.30）。[107]
- 双子座7号也为弗兰克·博尔曼和吉姆·洛弗尔创造了宇宙飞船忍耐性达14天的记录，一直持續到20世纪70年代早期两国开始发射太空实验室。
- 在双子座8号中（1966年3月），机长尼尔·阿姆斯特朗实现了双子座飞船和阿金纳目标飞船（英语：Agena target vehicle）这两架飞船的首次对接。
- 双子座11号（1966年9月），机长是康拉德，实现了和目标“阿金纳”在第一个轨道上的首次直接上升式相遇，驾驶阿金纳火箭达到了742海里（1,374）的最远距离，一直到现在的2015年（世界调整时间）还保持着记录。
- 在双子座12号上（1966年11月）巴兹·奥尔德林在花费五个小时的三次艙外活動中舒适地工作着，最终证实了人类可以在宇宙飞船外执行有价值的任务。这是最难实现的目标。

在早期任务中的大多数新手飞行员都将成为后来任务的机长。这样以来，双子座计划为飞行阿波罗号登月任务的大量宇航员提供了太空飞行经验。

## 登月

### 苏联登月项目
科罗廖夫的设计办公室生产了制定了两个绕月宇宙飞船的说明书（1962年3月和1963年5月），其中主要的宇宙飞船是早期他的联盟号的设计版本。苏联共产党中央委员会司令员655-268正式确立了两个机密小组，将从1964年8月3日起在载人绕月飞行项目和登月计划上展开竞争。绕月飞行项目计划在1967年成形，登月计划1968年开始。
绕月飞行项目是弗拉基米尔·切洛梅OKB－52设计局创立的，是要将两名宇航员在简装的联盟号7K-L1，由切洛梅的质子号UR－500火箭发射。切洛梅还雇用了赫鲁晓夫的家庭成员来得到他的支持。
科罗廖夫的登月计划主要由N1/L3完成，因为它有出色的助推器和更先进的联盟号7K-L3航天器，也被称为“绕月轨道舱”。N1/L3载有两名宇航员。一个独立的月球着陆器（LK）将会带领一名独立的宇航员降落至月球表面。
N1/L3发射火箭进入地球轨道有三个阶段，第四个阶段是地球分离，第五个阶段是协助登月。组合在一起的宇宙飞船与分为三个阶段的美国阿波罗号/土星5号运载火箭拥有大致相同的飞行高度和起飞质量，同时比阿波罗号的起飞推力多出28%，但是只有一本的变轨有效载荷能力。
赫鲁晓夫下台后，切洛梅的绕月飞行项目并入N1/L3项目。

### 外太空条约
早在1958年，美国和苏联就开始讨论太空的和平利用问题，并在联合国中提出议题，1959年联合国和平利用外层空间委员会成立。1962年5月10日，副总统约翰逊在第二次全国会议上发表关于太空和平利用的发言，显示了美国和苏联双方都支持1962年12月联合国大会政治委员会通过的解决方案，不仅督促成员国将外太空纳入国际法准则，还要在探索中加强合作。肯尼迪开始了美国苏联太空项目之间的交流。
1967年1月27日，联合国最终制定了管理国家太空探索和利用活动的条约原则，包括月球和其他天体，由美国、苏联和英国共同签署，10月份生效。
条约：
- 禁止缔约国在地球轨道、月球或任何其他天体上放置大规模杀伤性武器；
- 月球和其他天体的利用只能限于和平的用途，禁止试验各种武器，进行军事演习，建立军事基地，设施和防御工事；
- 外天空探索应使所有国家受益，所有国家自由探索和利用；
- 明确禁止任何政府占有天体资源，例如月球或行星，声明他们是人类共有的遗产，不受国家拨款限制。然而，国家发射的太空物体，该国享有管辖权和控制该物体的权利；
- 太空物体造成的损失应由发射国承担；
- 非政府实体在外太空的活动，包括月球和其他天体，需要授权和相关缔约国按照条约来监督，缔约国要承担国家太空活动的国际责任，无论是政府主体还是非政府主体。
- “若缔约国有理由相信，该国或其国民在外层空间（包括月球和其他天体）计划进行的活动或实验，会对本条约其他缔约国和平探索和利用外层空间（包括月球和其他天体）的活动，造成潜在的有害干扰，该国应保证于实施这种活动或实验前，进行适当地国际磋商。”

截至2015年，该条约由102个成员国签署，保持效力。

### 事故
1967年，两国面临着严重的挑战，使项目暂时停止。双方都以全力以赴进行着阿波罗和联盟号的首次试飞，没有在发展设计和制造问题上做出应有的努力，结果给双方先驱工作人员带来了致命性灾难。

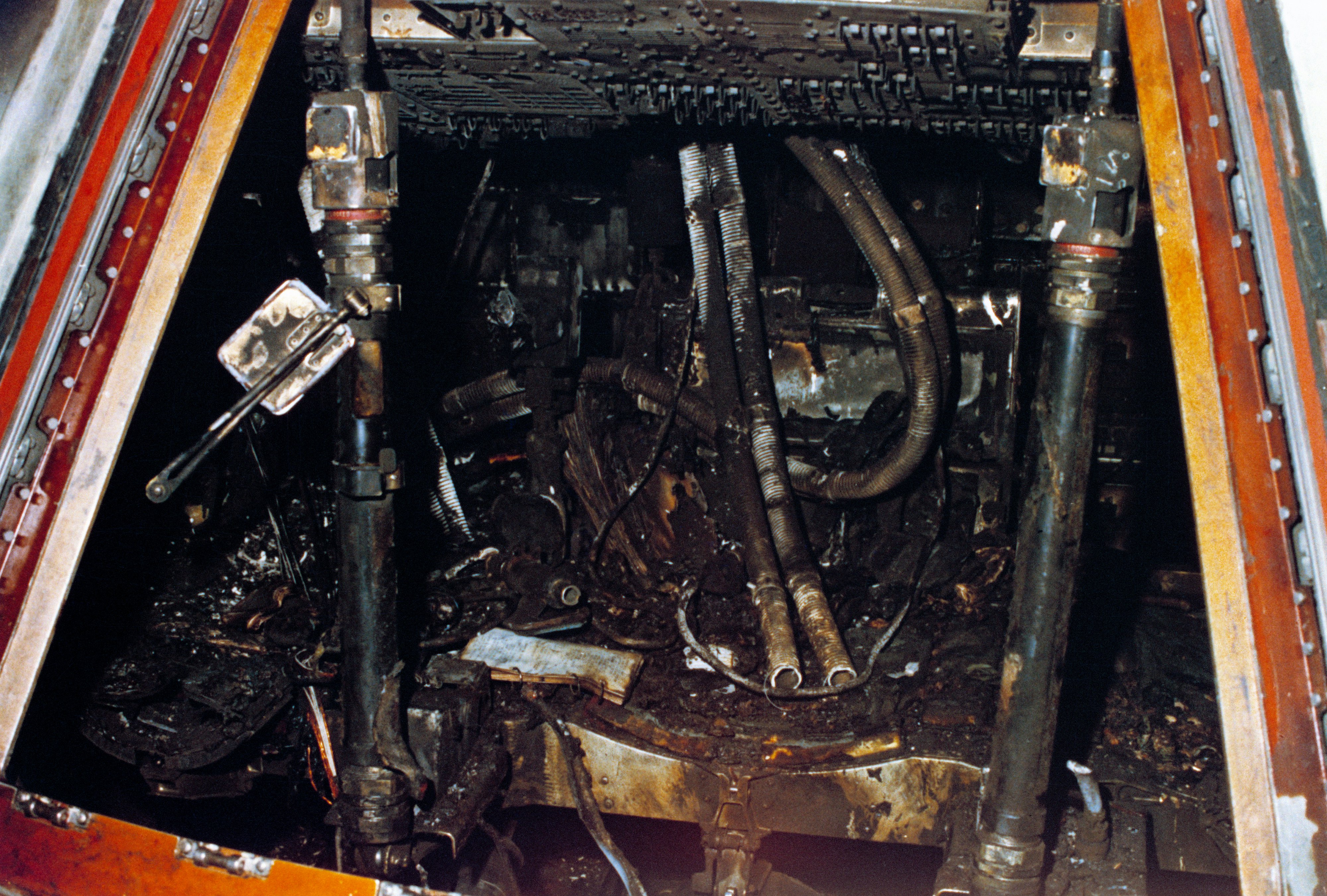
大火烧死第一组工作人员后，使阿波罗1号宇宙飞船内部烧焦

1967年1月27日，在与美国和苏联签订外太空条约的同一天，阿波罗1号载人任务的小组，机长飞行员维吉尔·格里森，高级驾驶员爱德华·怀特和飞行员罗杰·查菲，在一次静态测试中一场火袭卷了航天器舱，全部人员牺牲，距离2月21日计划发射日还有不到一个月的时间。一个调查委员会确定这场火灾可能是由电力火花引起的，在飞船纯氧的环境中，很快失控。由于在超大气内部压力中，不能打开內崁式門舱口，使人员不可能脱险。该调查委员会还发现飞船在设计和建造上的瑕疵，程序上的缺陷，包括对纯氧环境下危险情况的考虑不足和安全程序不到位。所有这些瑕疵都要在接下来的22个月中得以修正，直到首次载人驾驶成功。水星和双子计划的老兵格里索姆是迪克·斯雷顿中意的人选，斯雷顿是国家航空与宇宙飞行局飞行小组活动的主管，负责首个载人飞行着陆。

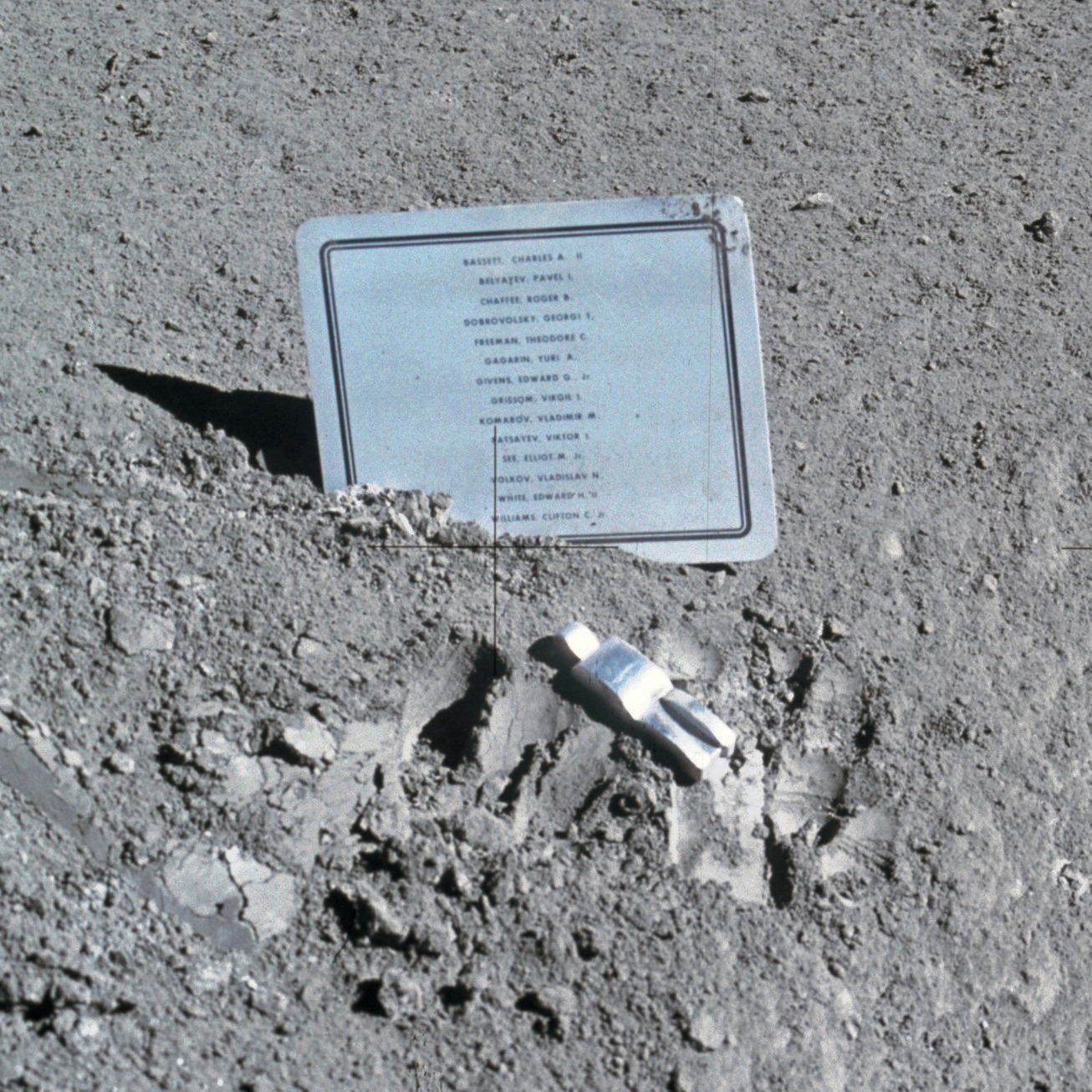
1971年，阿波罗15号的成员将纪念14位牺牲的美国和苏联宇航员的纪念牌匾和“倒下的宇航员”雕像留在了月球上。

与此同时，苏联在联盟号的开发中也遇到了困难。工程师向政党领袖报告了200种设计错误。但是他们的疑虑却被纪念列宁诞辰的一系列太空壮举所带来的政治压力否决。1967年4月24日，联盟1号唯一的飞行员弗拉基米尔·科马洛夫，成为了首个在飞船飞行中遇难的不幸者。该任务计划是为期三天的试验，包括苏联首次与无人驾驶的联盟2号对接，但是该任务受到了问题的困扰。早期，科马罗夫的飞船缺乏足够的电源，因为两个太阳能板仅有一个投入使用。接着是自动姿态控制系统开始出故障，最后完全停止工作，导致飞船不受控制的旋转起来。科马罗夫可以用手动系统停止飞船旋转，仅仅可使部分生效。仅仅一天之后，飞行管理者的任务就失败了。在紧急重返中，降落伞着陆系统的故障致使主要降落伞故障，储备降落伞和减速伞缠绕在一起，科马罗夫在冲撞中牺牲。修整飞船故障使载人联盟号飞行可以重新开始延误了18个月。

### 奔向月球
美国从阿波罗1号火灾中恢复过来。在1967年后半年和1968年早期，美国继续进行土星5号运载火箭无人驾驶试验发射。格里索姆的后援小组在阿波罗7号上完成了阿波罗1号检验阿波罗在地球轨道命令和服务模块的任务，该小组由瓦尔特·施艾拉指挥，于1968年10月11号发射。飞船近乎完美地完成了任务，为期11天的任务取得了完全胜利，为美国继续进行登月任务铺平了道路。

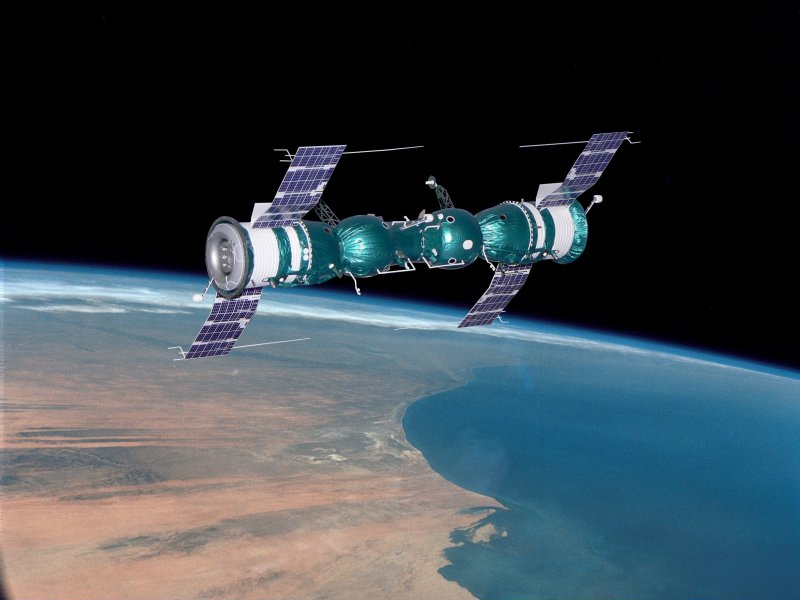
艺术家视角下的联盟4号和联盟5号对接

苏联也维修了联盟号降落伞和控制问题，下一个驾驶任务—联盟3号于1968年10月26号发射。该任务目标是完成科马罗夫与无人驾驶的联盟2号的相遇和对接。地面控制员将两架飞船的距离控制为200米，接下来由宇航员乔治·贝雷戈瓦来控制。他将距离控制在与目标距离相距40米内，由于驾驶错误致使宇宙飞船的方向错误，迫使联盟2号自动离开接近的飞船，在机动燃料消耗90%之前，无法实现对接。通过联盟4号和联盟5号任务，苏联宇宙飞船的第一次对接最终在1969年1月实现。这是两架载人宇宙飞船的首次对接，也完成了首次将宇航员从一个航天器转移到另一个航天器任务。

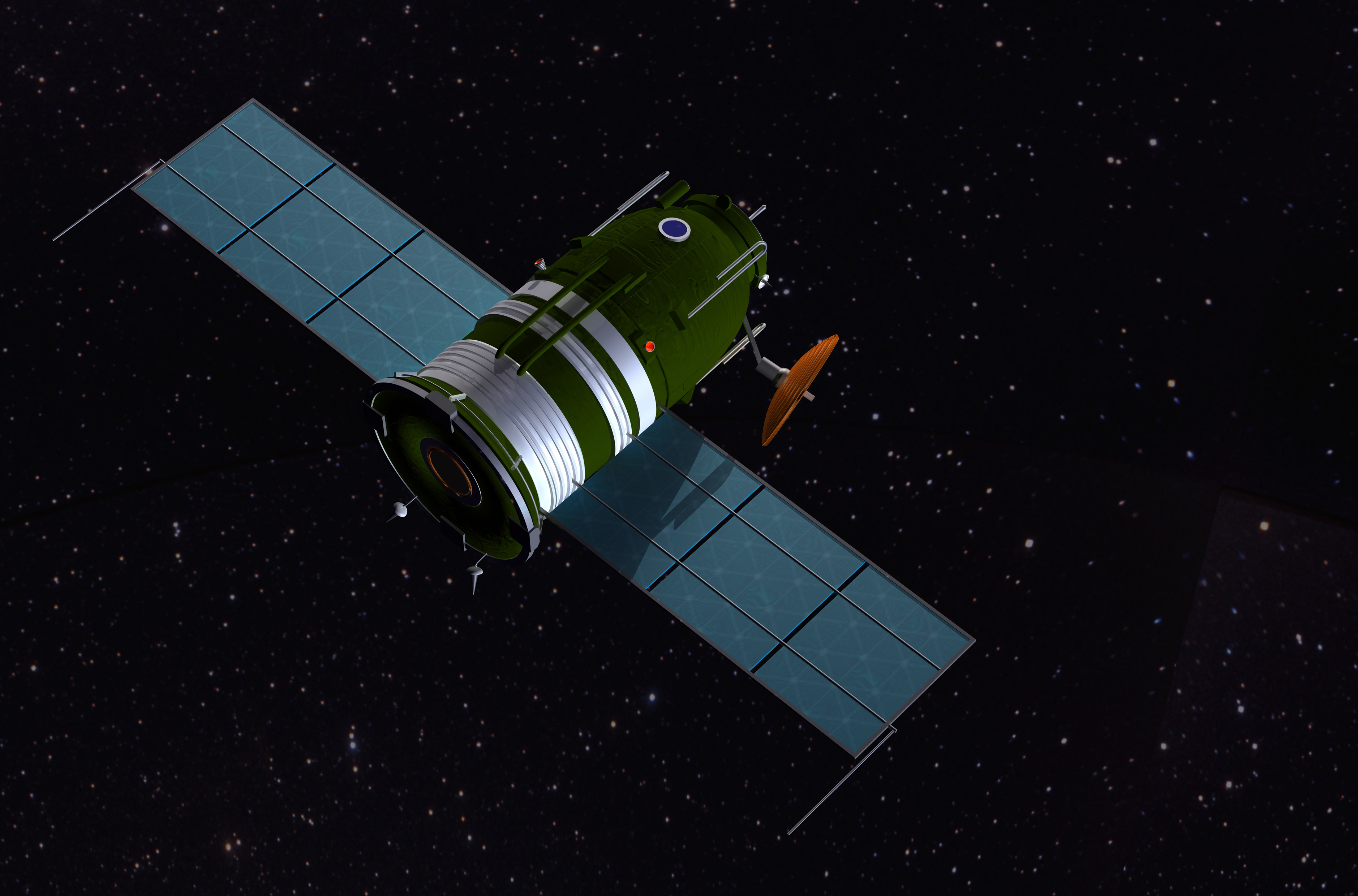
艺术家视角下的苏联7K-L1探测器宇宙飞船

在五次并未成功和部分成功的自动测试发射之后，苏联探测器宇宙飞船并没有为1968年的载人驾驶绕月任务做好准备。这五次
发射是1967年11月的宇宙146、1967年4月8号的宇宙154、1967年9月27号的探测器1967A、1967年11月22号的探测器1967B。1968年3月2号探测器4号发射，成功完成绕月飞行。在月球周围成功飞行之后，在3月9号，探测器4号在重返地球过程中遇到问题，在几内亚湾15,000米上空，苏联要求将其炸毁。苏联官方声明称探测器4号是一次无人工操作的试验飞行，但由于其复苏轨迹定位在大西洋上而不是苏联，我们决定将其毁坏。

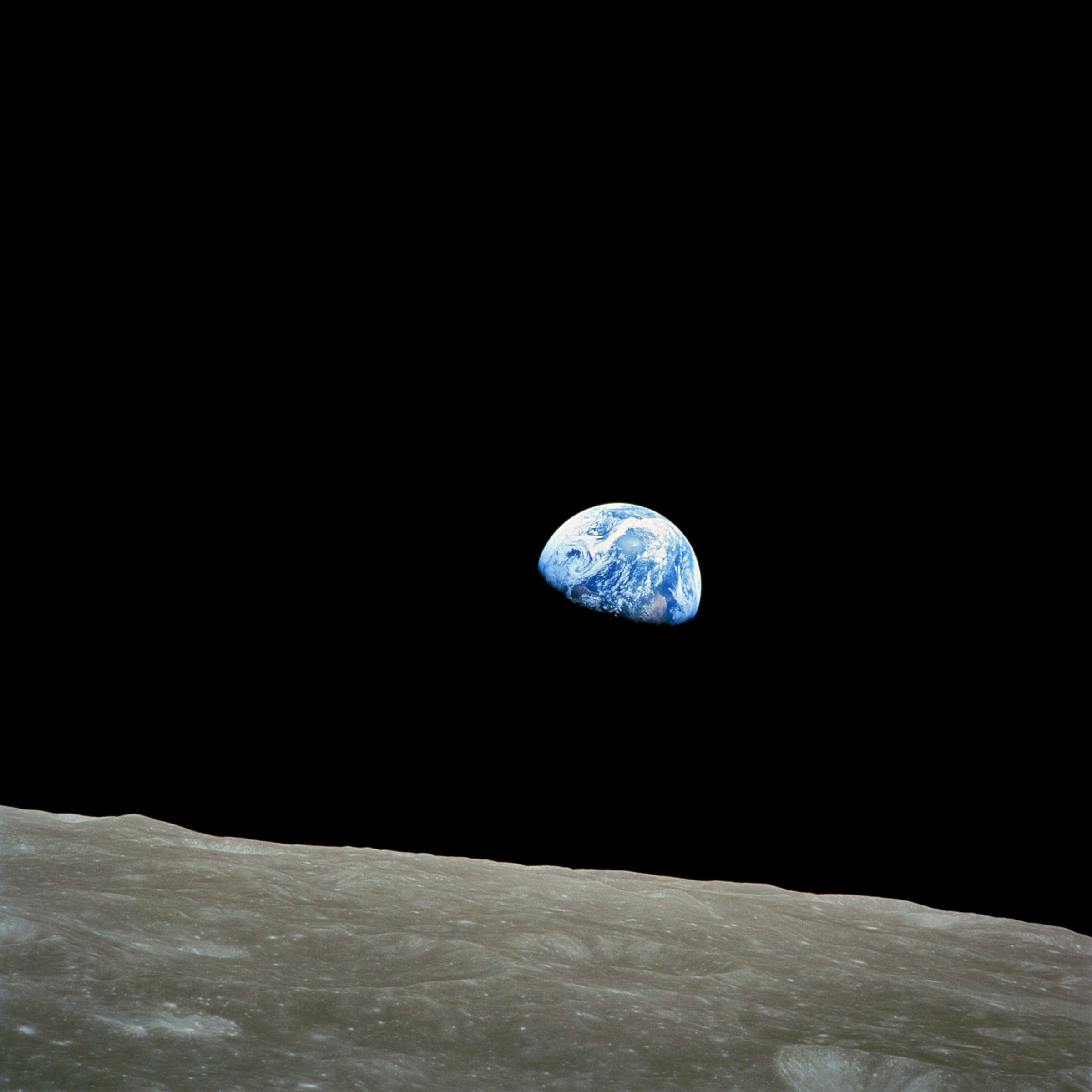
1968年12月24号，从阿波罗8号上看地球

在1968年夏季，阿波罗项目遇到另一阻碍：首个载人驾驶登月舱为1968年12发射的轨道测试做好充足的准备。通过改变任务飞行命令，国家航空与宇宙航行局的决策者们克服了这一挑战，将首次登月舱飞行推迟到1969年3月，在没有登月舱的情况下将阿波罗8号发射进入环月轨道。该任务在一定程度上受苏联在1968年末将要发射载人飞行的情报谣言的影响。1968年9月，探測器5號载陸龜完成绕月飞行并返回地球，首次成功的在印度洋上完成苏联太空项目水上着陆。这也使美航局策划者感到害怕，他们花费几天时间确定这仅是一次自动飞行，不是载人驾驶的，因为录音是从飞船传到月球的。1968年11月10号，另一个自动试验飞行—探测器6号发射，但这一次在地球重返时遇到了问题，过早的减压并打开了降落伞，致使其据6天前的发射地只有16公里的地方紧急降落。由于探测号的不安全性，使1968年苏联载人驾驶绕月飞行变为不可能。

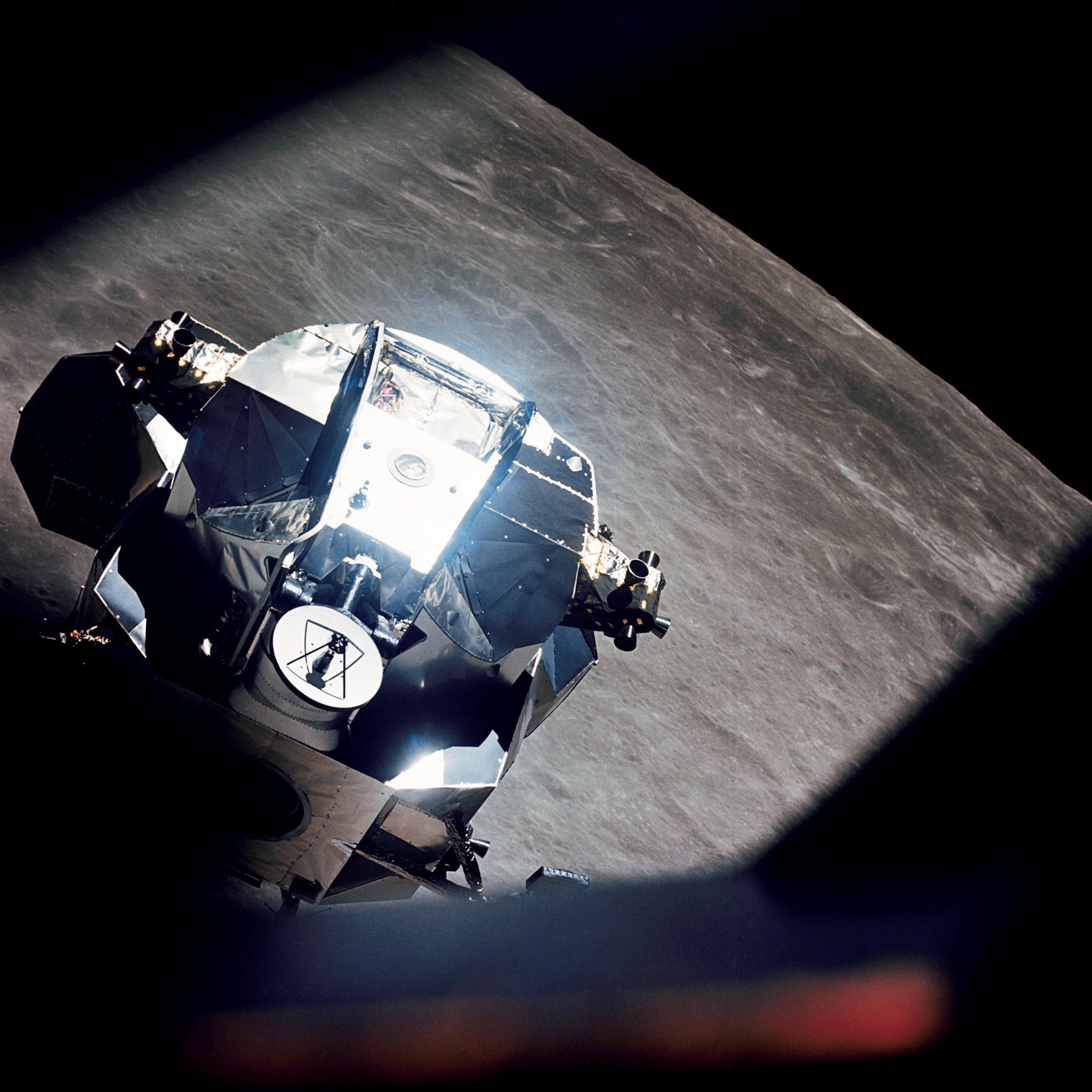
1969年5月22号至23号登月舱在月球轨道飞行

1968年12月21号，弗兰克·博尔曼，吉姆·洛弗尔和威廉·安德斯是第一个用土星5号火箭使阿波罗八号飞向太空的宇航员。他们也是第一个离开低地球轨道进入另一天体的人，并在12月24号进入绕月轨道。在20小时内，他们进入了10次轨道，传送了历史上收视率最高的电视广播节目，用从月球轨道来的圣诞节前夕节目。在广播之后的两个半小时后，他们點燃了发动机，使首个进入地球转移轨道离开绕月轨道，返回地球。12月27号，阿波罗8号在太平洋安全着陆。
美国登月舱最终于1969年3月在阿波罗9号上为在近地轨道驾驶试验飞行成功地做好了准备。下一个任务—阿波罗10号，为1969年5月的首次着陆进行了“带妆彩排”，使登月舱在表层接近47,400英尺（14.4）上空在绕月轨道飞行，在该点时，下降动力装置将会开始。事实证明，登月舱运行良好，下一步将要尝试真实着陆。
苏联登月项目陷入了深渊，美国并不知情。在1969年连续两次N1运载火箭发射失败后，苏联的驾驶着陆计划遭遇延期。1969年7月3号，N-1火箭发射台爆炸，给苏联带来了致命性打击。在发动机停工后，火箭碰撞了发射台，使自身和发射设备都遭到了摧毁。没有N-1火箭，苏联不能向月球发射足够大的有效负载来使人类在月球安全着落并返回。

### 阿波罗11号

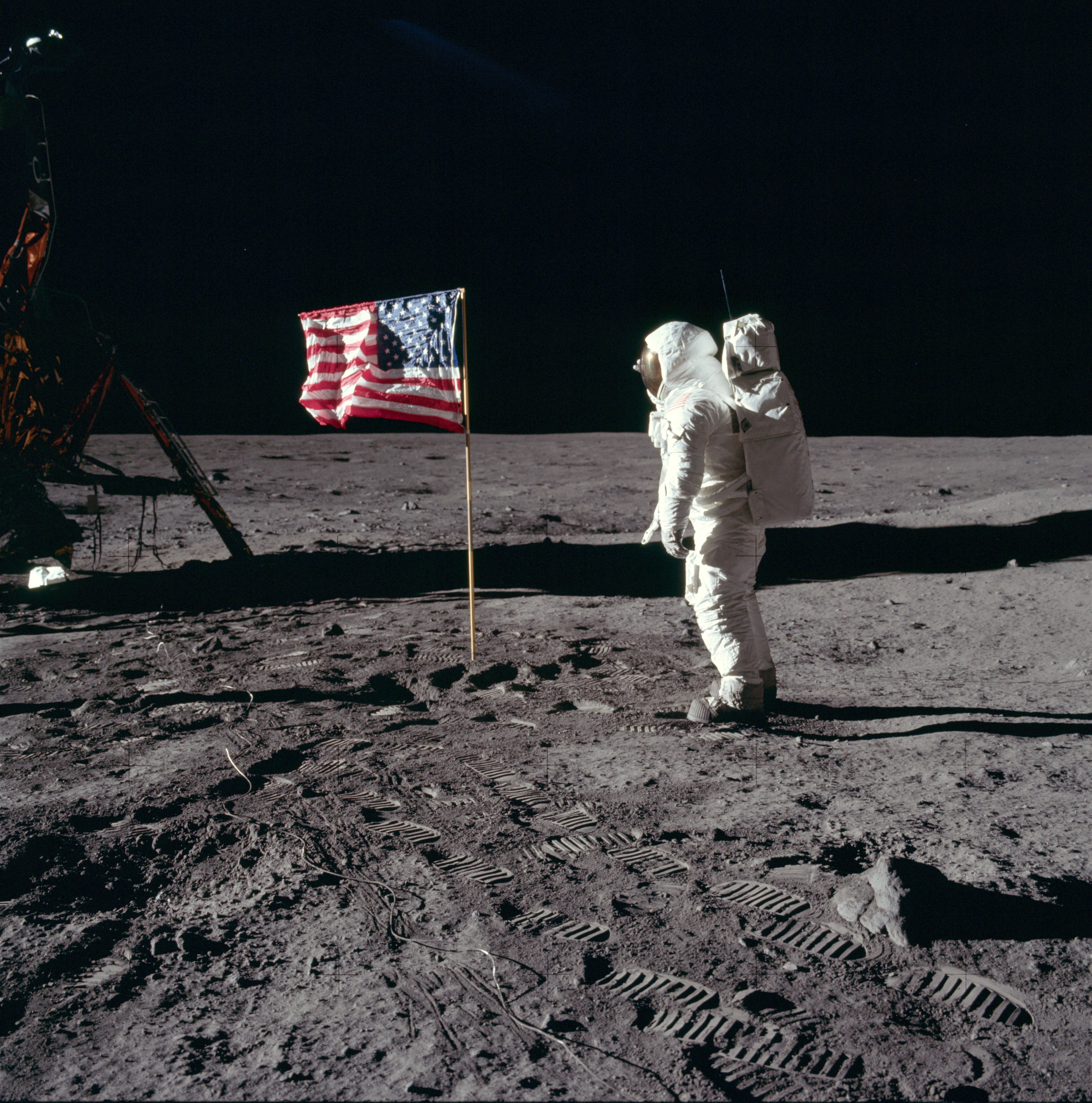
1969年，美国人巴兹·奥尔德林第一次在月球行走

阿波罗11号已做好7月在宁静海的降落准备。1969年1月，该小组被挑选出来，包括指挥官尼尔·阿姆斯特朗，指挥舱飞行员迈克尔·科林斯，登月舱驾驶员爱德文·巴兹·奥尔德林。他们为这项任务一直在训练，直到实际发射那天才结束。1969年7月16号上午9点32分EDT，土星5号火箭—AS-506在弗罗里达的肯尼迪航天中心39号发射复合体起飞。
月球之旅花费了仅仅三天时间。到达轨道之后，阿姆斯特朗和奥尔德林就转移到了登月舱，该登月舱命名为“鹰”。在克服由于将天线开关放错位置而导致的几次电脑超载警报以及一次轻微的试验误差之后，阿姆斯特朗掌管了对人工飞行的控制，并且指导登月舱于1969年7月20日20:18:04 UTC时（3:17:04 pm CDT）安全着陆。在冒险走出飞船之前，这些首次登上月球的宇航员需要再等六个小时。7月21日02:56 UTC时，阿姆斯特朗成为了踏上月球的第一人。
地球上至少五分之一的人口，约7.23億人见证了月球上踏出的第一步。当他从登月舱的着陆脚垫上走出来时，他说:“这对个人来说是一小步，对人类来说却是一大步。”差不多二十分钟后，奥尔德林也和阿姆斯特朗一起踏上了月球的表面。在飞船外他俩一起度过了不到两小时十五分钟的时间。第二天，他们从另一个天体上执行了第一次发射，回程时和哥伦比亚号相遇。
阿波罗11号离开绕月轨道并返回地球，于7月24号在太平洋安全降落。当飞船坠落时，距肯尼迪承诺在本年代末使人类登上月球并成功返回地球已经过去2982天了，在还有161天剩余的情况下，该任务完成了。阿波罗11号任务的安全实现使美国赢得了月球竞赛。

## 缓和

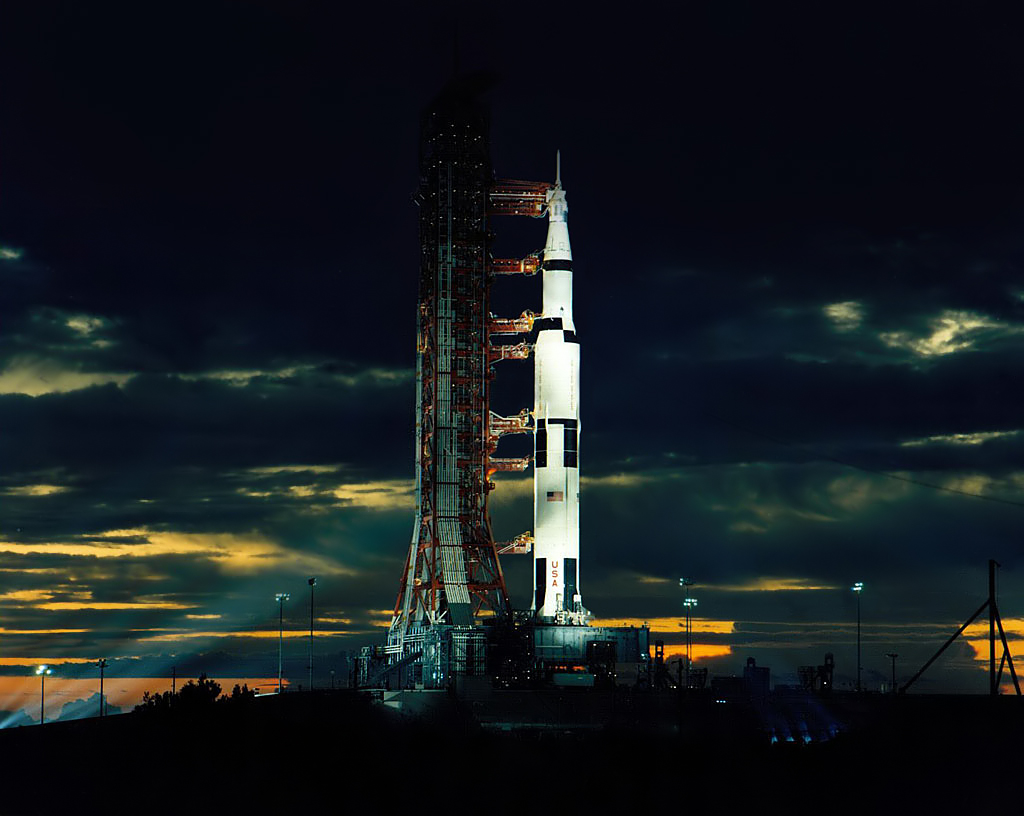
阿波罗17号的土星5号运载火箭, 1972年.

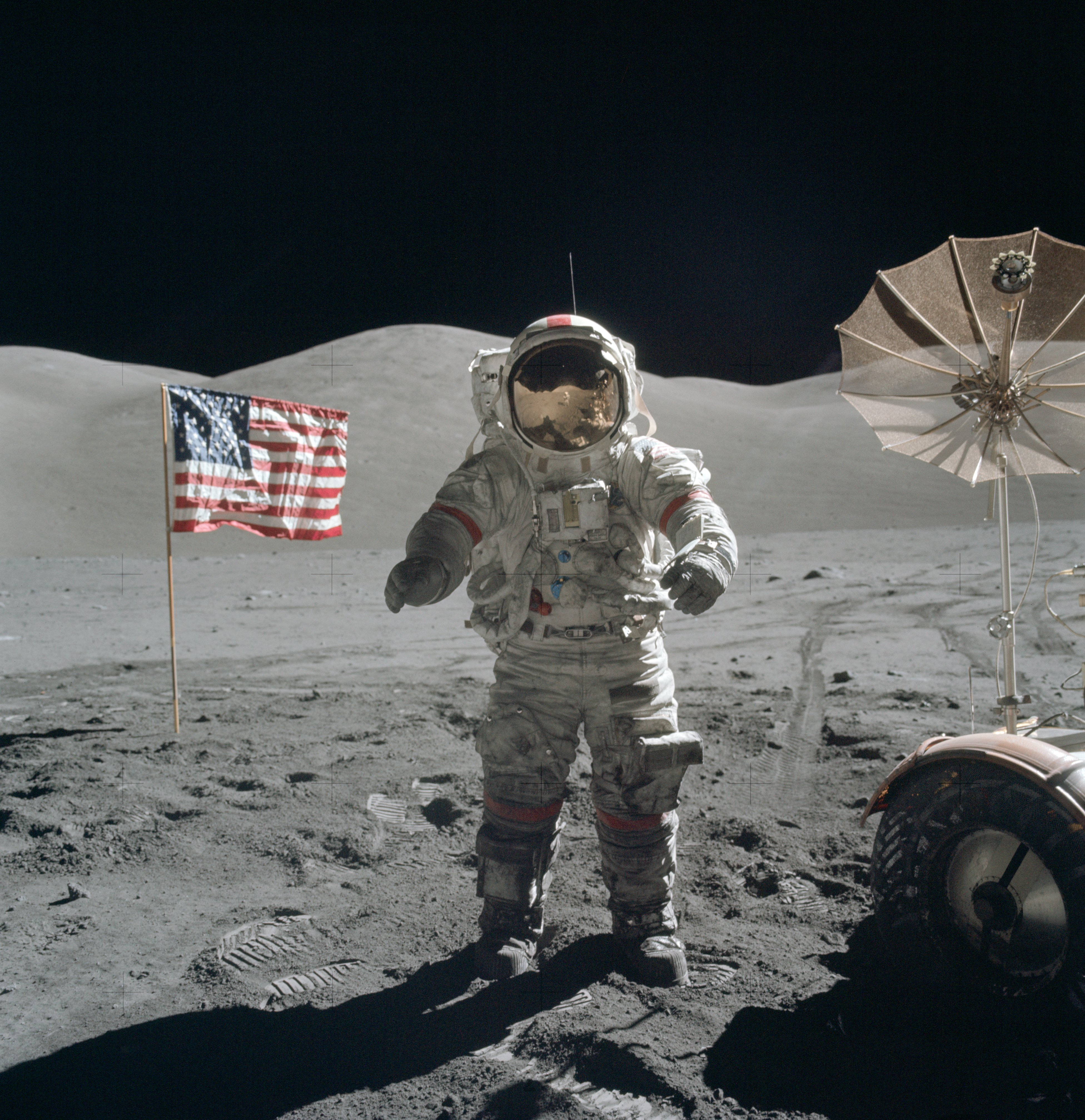
太空行走，1972年12月13日

伴随月球目标的实现，美国宇航局野心勃勃，继续实施人类太空计划，但是不久后发现绝大多数政治资本全部花费一空。
第一次着陆后，1969年11月在阿波罗12号上进行了又一次精确着陆。由于拥有足够的阿波罗号宇宙飞船和土星五号火箭发射器为阿波罗20号接连八次的月球着陆提供支撑，执行了超负荷的任务，并在最后五次任务中将登陆人员输送至月球探险车。他们还计划实施一项阿波罗应用计划来开发一个建于轨道上的，可持续较长时间的地球轨道车间（后被命名为太空实验室），使用几个较小的土星1B號運載火箭，不久后决策者决定使用土星5号的两个基础阶段，从S-IVB（也是土星五号的第二阶段）来发射预制的车间，立刻取代了阿波罗20号。节省开支，削减预算很快就使美国宇航局放弃了阿波罗18号和19号，但依旧保留了三个月球车任务。阿波罗13号在飞行中遭遇了探测器故障，被迫放弃1970年4月的月球着陆计划，带着登陆人员安全返回，只是再次使计划暂时搁浅。登陆计划继续实施，取得四次成功，分别是阿波罗14号（1971年2月）、阿波罗15号（1971年7月）、阿波罗16号（1972年4月）和阿波罗17号（1972年12月）。
1969年2月，理查德·尼克松召集了太空任务组来为美国民用太空项目制定建议书，由副总统斯皮罗·阿格纽带领。阿格纽是美国宇航局后续计划的狂热支持者，并且系统与科技事业部为发展科重复利用的太空运输系统给出建议。该太空运输系统包括一架航天飞机，这将会为在地球和月球轨道建立长期的空间站提供便利，可能是在月球表面，并且人类的首次火星飞行最早在1986年，最晚在2000年。对于新的阿波罗计划，国会中的政治支持力量下降，尼克松对此感觉良好。他打算缓和和苏联以及中国之间的关系，希望可以缓和冷战的紧张局势。他削减了送交给国会的支出预算，仅仅包括航天飞机的资金，亦或是未来可预见的地球轨道太空站。
与此同时，苏联继续尝试N1火箭的完美执行，在1971年和1972年两次发射失败后，最终在1976年取消该任务。

### 空间站

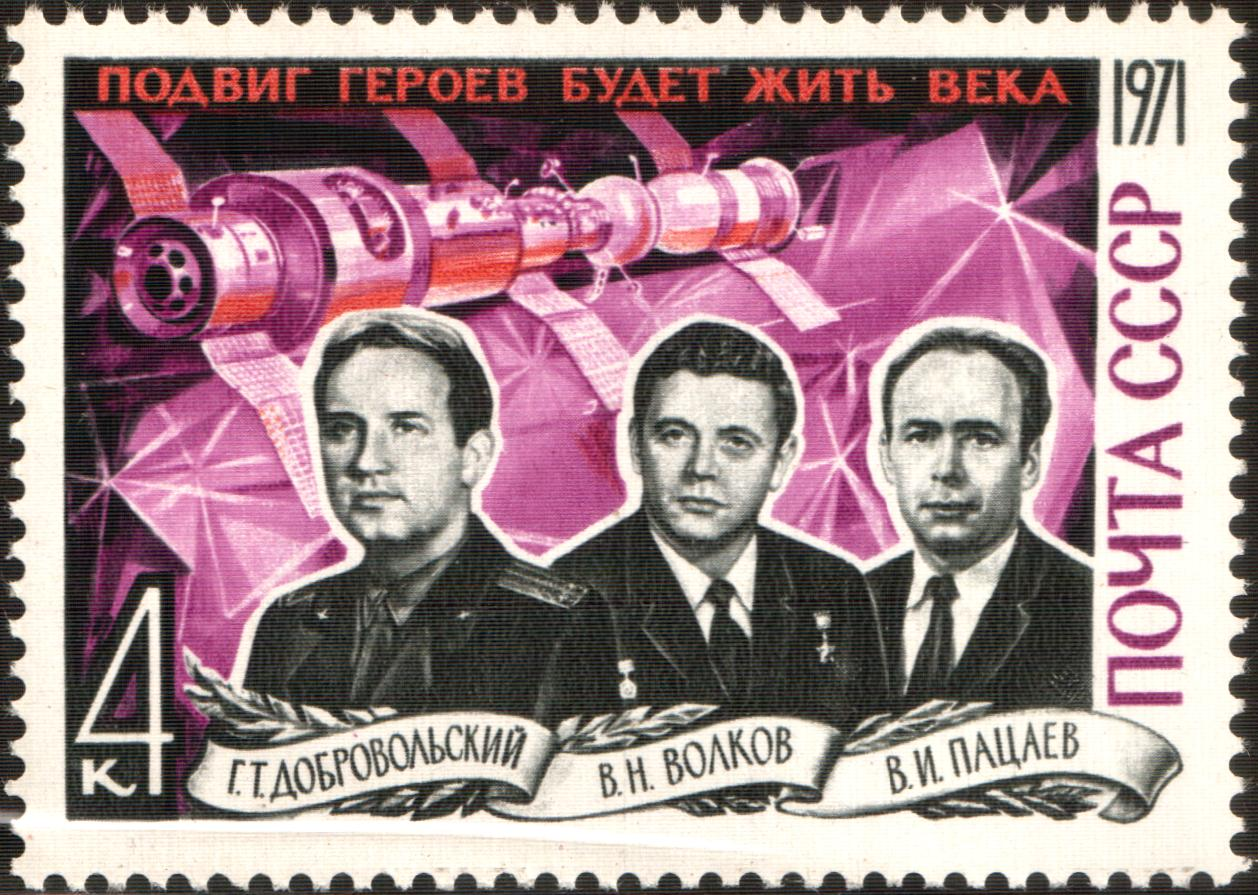
苏联的纪念邮票中的联盟11号与礼炮空间站作为背景

月球竞赛失利后，苏联决定集中精力于轨道空间站。1969年和1970年间，继联盟3号之后，他们发射了超过六次的联盟号飞行，继而发射了第一个太空站，1971年4月19日发射了由克里姆·克里莫夫设计的禮炮1號实验室。三天后，联盟10号小组试图与其对接。但是没有实现足够安全的连接以安全进入太空站。联盟11号的成员，弗拉迪斯拉夫·沃尔科夫、格奥尔基·多布罗沃尔斯基和维克托·帕特萨耶夫于6月7日成功的完成了对接，且完成了停留22天的记录。在6月30日的返回途中，该小组成为了第二次飞行中的太空不幸儿。太空舱失去压力后，小组人员窒息而死。这个灾难归咎于太空舱压力阀门的故障，使所有的空气都流向了太空。该小组人员没有穿压力服，一旦空气泄露发生，没有生还的可能。
为防止未成熟的再进入，联盟1号轨道增加了，但是当苏联重新制定新安全问题的处理办法时，更远的驾驶飞行却耽搁了。在轨道停留175天后，太空站于10月11日重新回到了地球。苏联计划于1972年7月29日发射第二个联盟号级别的太空站，特指持久轨道空间站2号（简称DOS-2），但是火箭的失败使其没有进入轨道。DOS-2失败后，苏联计划在1975年发射另外四个礼炮号级别的空间站，火箭最后阶段发生爆炸，弹片划破了空间站，使其不能承受压力，造成了再次失败。尽管所有的礼炮号都是以非军事科学实验室的性质呈现给公众的，但是事实上其中一部分礼炮号确实包含军事侦查站。
美国在1973年5月14日发射了轨道工作站—太空实验室。它重169,950磅（77,090），58英尺（18），直径有21.7英尺（6.6），可居住体积为10,000立方英尺（280立方）。在上升至轨道时，太空实验室受到了损坏，丢失了其中一个太阳能板和流星体隔热板。随后的太空飞行任务队空间站进行了维修。最后一个任务太空实验室4号的小组创造了太空竞赛在轨道长达84天的持续时间，当该任务于1974年2月8日结束时。太空实验室在轨道中又呆了五年，于1979年7月11日越过印度洋和西澳大利亚，进入地球大气。

### 美苏合作

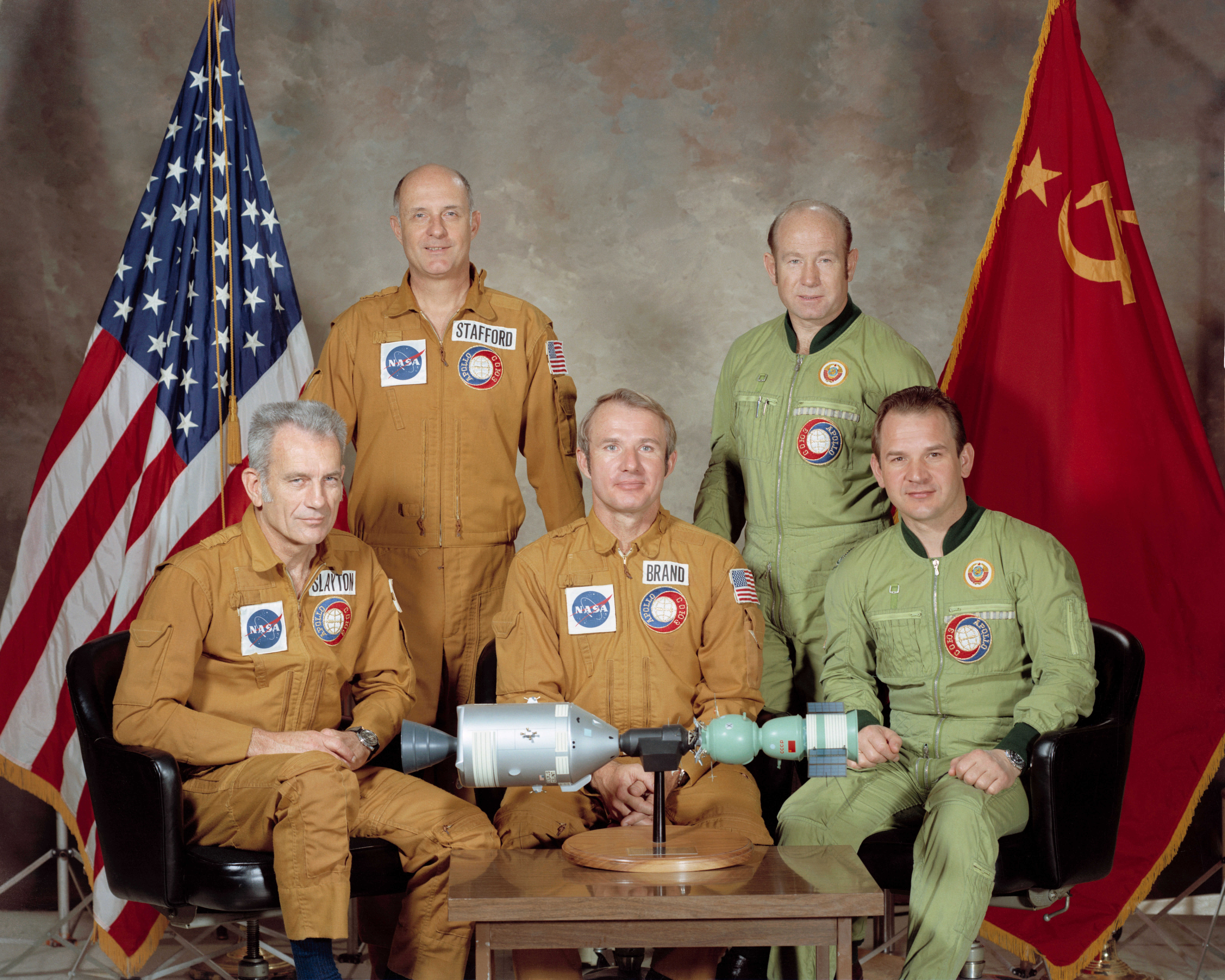
阿波罗-联盟小组：从左向右：迪克·斯雷顿、托马斯·斯塔福德、文斯·布兰德、阿列克谢·列昂诺夫、瓦列里·库巴索夫

1972年5月，理查德·尼克松总统和苏联共产党中央委员会总书记勃列日涅夫就缓和关系进行谈判，达成了冷战中短暂性的“和解”。在体育精神的影响下，合作比竞争更有利于时机，持续竞争的概念开始淡化。
两国计划实施一项合作任务，来使美国最后的阿波罗飞船和联盟号进行对接，命名为阿波罗-联盟测试计划。为准备该任务，美国设计了阿波罗号的对接舱，与苏联的对接系统相匹配，使其任意两个飞船都可以对接。该对接舱可作为气闸，允许飞行人员进入其他座舱气流不相容的飞船。
1975年7月15日12:20 UTC，联盟19号首次发射，合作任务开始。六个半小时后，带有对接舱的阿波罗飞船发射。7月17日16:19 UTC两架飞船相遇并对接。美苏各派三名和两名宇航员执行合作任务，他们相互握手，交换礼物，并参观对方的飞船。

## 遗产

### 载人航天

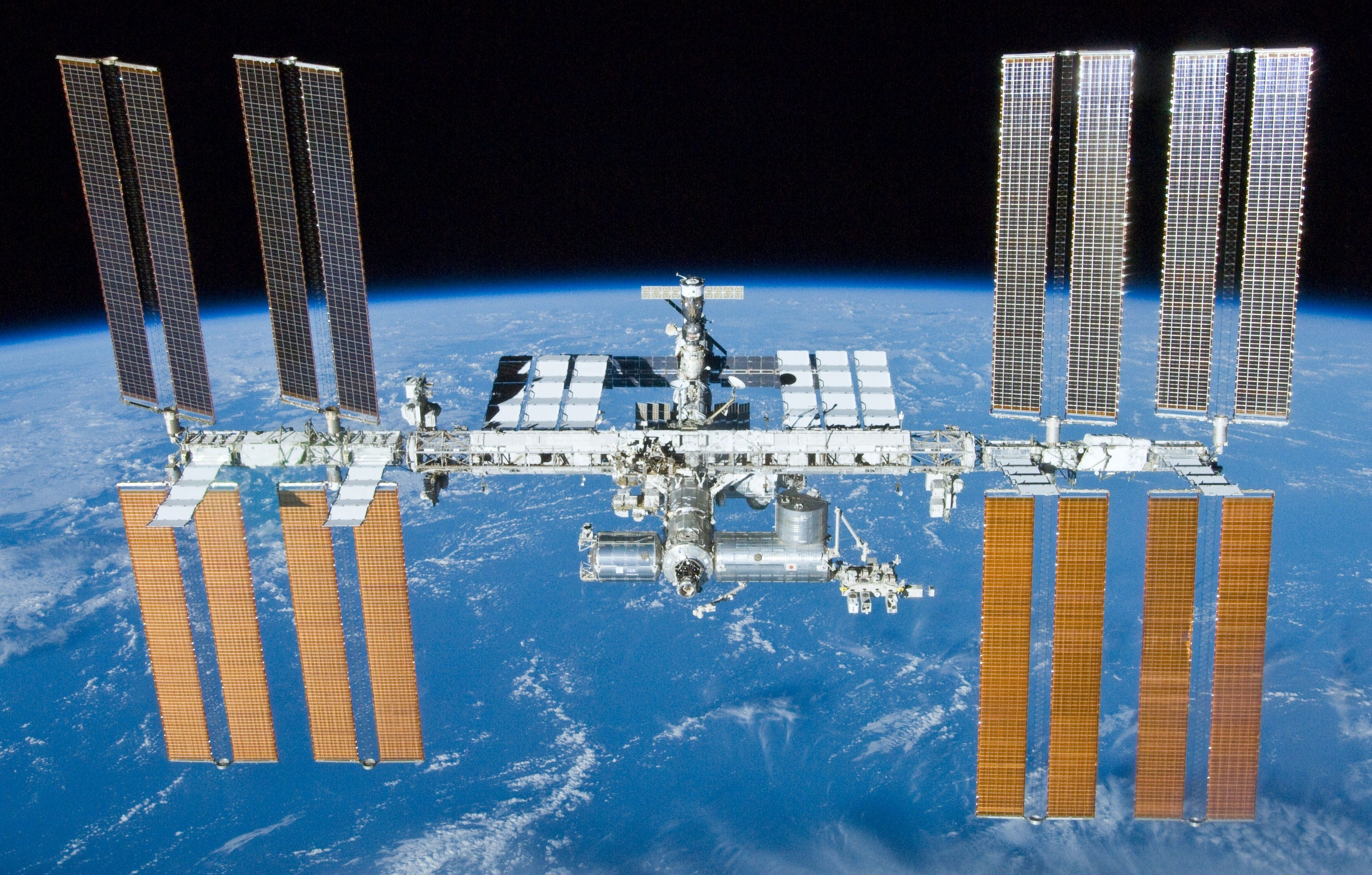
2010年的国际空间站

20世纪70年代，美国开始研发新一代的可重复利用的轨道宇宙飞船，被称为航天飞机，并发射了一系列的无人驾驶探测器。苏联继续开发禮炮計劃和和平号（和平号或是世界号，依据语篇）空间站技术，用联盟号飞船来做支撑。在暴风雪号计划下，他们研发了自己的大型航天飞机。然而，苏联在1991年解体，太空项目的剩余部分被分散到东欧各个不同的国家。美国和俄国将会在太空中就太空梭－和平号计划以及再次建立国际空间站展开合作。
俄国R-7火箭家族，在太空竞赛开始时发射了第一颗人造卫星，至今还在使用。它为国际空间站（ISS）提供服务，是联盟号和进步号太空船的发射器。它还将俄国和美国的飞行人员运送至空间站并送出。

### 科技进步
美国担心在太空竞赛中自己落后于苏联，通过立法者和教育者在美国学校中更加注重数学和物理科学，使其更进一步。为实现目标，美国1958年指定的《美国国防教育法》增加了从儿童时期到研究生阶段的资金。
在这些资助下受到教育的科学家，帮助开发技术，这些技术被应用于厨房，交通系统，体育运动，以及现代生活中的其他方面。干果和即食食品（尤其是食物杀菌和包装技术），保持干燥的衣服，甚至是无雾滑雪护目镜都来源于太空科技。
如今，在地球轨道有上千个人造卫星，在行星周围传递着通讯数据，为使用国提供天气、植物和人类活动的遥感数据。除此之外，为日常生活中的活动提供燃能量的很多微型技术，从计时到听音乐，这些研究最初都是在太空竞赛的驱动下完成的。